# Liste der Kulturdenkmale in Limbach-Oberfrohna

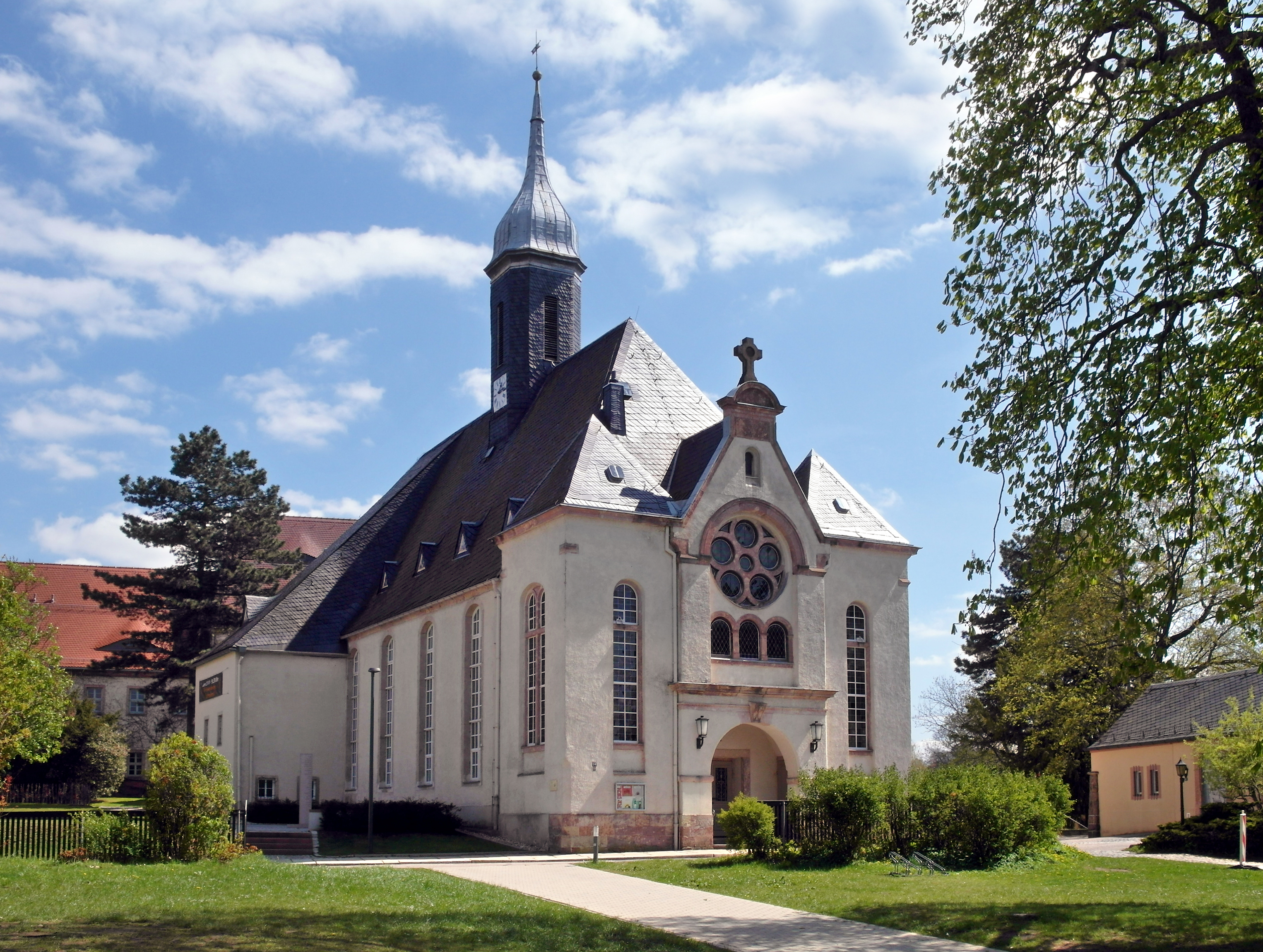
Evangelische Stadtkirche

In der Liste der Kulturdenkmale in Limbach-Oberfrohna sind sämtliche Kulturdenkmale der Stadt Limbach-Oberfrohna verzeichnet, die bis 2004 vom Landesamt für Denkmalpflege Sachsen erfasst wurden. Die Tabelle ist aufgegliedert in die Kernstadt mit den Stadtteilen Limbach, Oberfrohna und Rußdorf sowie in die Ortsteile Bräunsdorf, Kändler, Pleißa und Wolkenburg-Kaufungen.
Diese Übersicht ist eine Teilliste der Liste der Kulturdenkmale in Sachsen.

## Legende
- Bild: Bild des Kulturdenkmals, ggf. zusätzlich mit einem Link zu weiteren Fotos des Kulturdenkmals im Medienarchiv Wikimedia Commons. Wenn man auf das Kamerasymbol klickt, können Fotos zu Kulturdenkmalen aus dieser Liste hochgeladen werden:
- Bezeichnung: Denkmalgeschützte Objekte und ggf. Bauwerksname des Kulturdenkmals
- Lage: Straßenname und Hausnummer oder Flurstücknummer des Kulturdenkmals. Die Grundsortierung der Liste erfolgt nach dieser Adresse. Der Link (Karte) führt zu verschiedenen Kartendiensten mit der Position des Kulturdenkmals. Fehlt dieser Link, wurden die Koordinaten noch nicht eingetragen. Sind diese bekannt, können sie über ein Tool mit einer Kartenansicht einfach nachgetragen werden. In dieser Kartenansicht sind Kulturdenkmale ohne Koordinaten mit einem roten bzw. orangen Marker dargestellt und können durch Verschieben auf die richtige Position in der Karte mit Koordinaten versehen werden. Kulturdenkmale ohne Bild sind an einem blauen bzw. roten Marker erkennbar.
- Datierung: Baubeginn, Fertigstellung, Datum der Erstnennung oder grobe zeitliche Einordnung entsprechend des Eintrags in der sächsischen Denkmaldatenbank
- Beschreibung: Kurzcharakteristik des Kulturdenkmals entsprechend des Eintrags in der sächsischen Denkmaldatenbank, ggf. ergänzt durch die dort nur selten veröffentlichten Erfassungstexte oder zusätzliche Informationen
- ID: Vom Landesamt für Denkmalpflege Sachsen vergebene, das Kulturdenkmal eindeutig identifizierende Objekt-Nummer. Der Link führt zum PDF-Denkmaldokument des Landesamtes für Denkmalpflege Sachsen. Bei ehemaligen Kulturdenkmalen können die Objektnummern unbekannt sein und deshalb fehlen bzw. die Links von aus der Datenbank entfernten Objektnummern ins Leere führen. Ein ggf. vorhandenes Icon  führt zu den Angaben des Kulturdenkmals bei Wikidata.

## Bräunsdorf
| Bild                                    | Bezeichnung | Lage                          | Datierung                                | Beschreibung | ID       |
| --------------------------------------- | --- | ----------------------------- | ---------------------------------------- | --- | -------- |
| Weitere Bilder                          | Kirche, auf dem Kirchhof Kriegerdenkmal für die Gefallenen des Ersten Weltkrieges, Erbbegräbnis Familie Rochsburg und Kirchhofsmauer | Am Kirchberg (Karte)          | 1899–1900                                | baugeschichtlich, ortsgeschichtlich und ortsbildprägend von Bedeutung, - Kirche im Stil des Späthistorismus, neoromanische Anklänge farbige Rundbogenfenster und Elemente wie Säulen und Türgewände aus rotem Rochlitzer Porphyr, seit 1984 mit Eule-Orgel, 1994 außen saniert - Schnitzaltar: 1517 - romanisches Taufbecken - Kirchhofsmauer mit Zaunsäulen - Denkmal Erster Weltkrieg aus grob behauenem Granit mit verwitterten Inschriften im Kreis aufgestellt | 09232587 |
|                                         | Pfarrhaus | Am Kirchberg 2 (Karte)        | 1896                                     | baugeschichtlich und ortsgeschichtlich von Bedeutung Mit baulichen Veränderungen | 09232586 |
| Direkt Bild zu diesem Denkmal hochladen | Ehemalige Schule (heute Wohnhaus) und Nebengebäude                                                                                   | Am Kirchberg 3 (Karte)        | bez. 1848                                | baugeschichtlich und ortsgeschichtlich von Bedeutung, mit klassizistischem Portal beide Gebäude massiv aus Bruchsteinmauerwerk, alte Schule mit Inschriftentafel über Türgewände (Lauchhammerguss) | 09232589 |
| Direkt Bild zu diesem Denkmal hochladen | Wohnhaus | Am Kirchberg 5 (Karte)        | um 1800                                  | baugeschichtlich von Bedeutung, mit Fachwerk-Obergeschoss verkleidet, Krüppelwalmdach | 09232590 |
| Direkt Bild zu diesem Denkmal hochladen | Neubauernhaus (zwei Hausnummern) | Bodenreform 4; 4a (Karte)     | 1949                                     | baugeschichtlich und geschichtlich von Bedeutung, Typenbauten, im Heimatstil Neubauernstelle, kleiner Typ, Scheunenteil nur aus Holz, zum großen Teil aus Trümmerziegeln der Chemnitzer Leipziger Straße und Matthesstraße | 09232553 |
| Direkt Bild zu diesem Denkmal hochladen | Neubauernhaus | Bodenreform 8 (Karte)         | 1948                                     | baugeschichtlich und geschichtlich von Bedeutung, Typenbauten, im Heimatstil Kleiner Typ | 09232554 |
| Direkt Bild zu diesem Denkmal hochladen | Wohnstallhaus, Torhaus und Seitengebäude (winkelförmig aneinandergebaut) sowie Scheune eines Vierseithofes                           | Hopfenweg 1 (Karte)           | um 1800                                  | baugeschichtlich und wirtschaftsgeschichtlich von Bedeutung, Fachwerkbauten, strebenreiches Fachwerk, Seitengebäude ältestes Bauwerk mit Schiffchenkehlen in Schwelle, sehr schöner Bauernhof in gutem Bauzustand Seitengebäude ältestes Bauwerk mit Schiffchenkehlen in Schwelle, Torhaus mit Seitengebäude zusammengebaut, sehr schöner Bauernhof in gutem Bauzustand                                                                                             | 09232580 |
| Direkt Bild zu diesem Denkmal hochladen | Wohnstallhaus und Seitengebäude eines Dreiseithofes                                                                                  | Hopfenweg 2 (Karte)           | um 1800                                  | baugeschichtlich von Bedeutung Beide verputzt, Fachwerk im Obergeschoss wahrscheinlich erhalten, Originalfenster mit Drehflügel erhalten, Türgewände entfernt, Anbau an Wohnstallhaus | 09232581 |
| Direkt Bild zu diesem Denkmal hochladen | Wohnstallhaus eines Dreiseithofes | Hopfenweg 3 (Karte)           | um 1800                                  | baugeschichtlich von Bedeutung | 09232582 |
| Direkt Bild zu diesem Denkmal hochladen | Zwei Seitengebäude eines Vierseithofes und Saal des ehemaligen Gasthofes                                                             | Hopfenweg 10 (Karte)          | Mitte 18. Jh.                            | baugeschichtlich und ortsgeschichtlich von Bedeutung, ursprünglich Gasthof, strebenreiche Fachwerkbauten Saal mit Lehmdecke und Holzbalken, Reste zeitgemäßer Bemalung, spitzbogige, gekoppelte Fenster, war mal Tanzsaal des ehemaligen Gasthofes, Stall mit Tür im Fachwerk-Obergeschoss, gewölbte Füllhölzer, Holzverbindungen gezapft, Nebengebäude umgebaut, Fachwerk Hofseite erhalten                                                                        | 09232583 |
| Direkt Bild zu diesem Denkmal hochladen | Wohnstallhaus, Scheune, zwei Seitengebäude und Hofpflasterung eines Vierseithofes                                                    | Hopfenweg 13 (Karte)          | um 1680                                  | baugeschichtlich und wirtschaftsgeschichtlich von Bedeutung, überwiegend Fachwerkbauten, Seitengebäude mit altertümlicher Fachwerkkonstruktion, sehr schönes Gehöft Wohnhaus verputzt, urspr. Umgebinde, Fenster u. Fachwerk erhalten, Holzbalkendecke erhalten, Scheune Streben verblattet, Nebengebäude m. Kammern, Pferde- u. Schweinestall, Nebengebäude mit Holzboden/Werkstatt m. Durchgang zum Garten, sehr schönes Gehöft                                   | 09232584 |
| Direkt Bild zu diesem Denkmal hochladen | Wohnstallhaus, Scheune, Seitengebäude, Auszugshaus und zwei Torbögen eines Vierseithofes                                             | Hopfenweg 15 (Karte)          | bez. 1862, im Kern älter (Wohnstallhaus) | baugeschichtlich und wirtschaftsgeschichtlich von Bedeutung, geschlossen erhaltener Bauernhof in Fachwerkbauweise 1862 bezeichnet am Gewände, Zeitpunkt des Unterfahrens, Nebengebäude mit Scheune zusammengebaut, guter Bauzustand | 09232585 |
| Direkt Bild zu diesem Denkmal hochladen | Häusleranwesen, Wohnstallhaus und Seitengebäude                                                                                      | Obere Dorfstraße 3 (Karte)    | 1. Hälfte 19. Jh.                        | baugeschichtlich und sozialgeschichtlich von Bedeutung, Kleinbauernhof in Fachwerkbauweise Fachwerk teilw. verputzt, ein Giebel massiv, Nebengebäude heute auch Wohnhaus | 09232592 |
| Direkt Bild zu diesem Denkmal hochladen | Zwei Seitengebäude und Torbogen eines Vierseithofes                                                                                  | Obere Dorfstraße 19 (Karte)   | bez. 1856                                | baugeschichtlich und wirtschaftsgeschichtlich von Bedeutung bezeichnet 1856, Torbogen mit Schlussstein | 09232593 |
| Direkt Bild zu diesem Denkmal hochladen | Durchfahrtscheune, Seitengebäude (Torhaus) und Scheune eines Vierseithofes                                                           | Obere Dorfstraße 23 (Karte)   | um 1800 (Durchfahrtscheune)              | baugeschichtlich und wirtschaftsgeschichtlich von Bedeutung | 09232594 |
| Direkt Bild zu diesem Denkmal hochladen | Wohnstallhaus, Scheune, Stallgebäude und zweite Scheune eines Bauernhofes                                                            | Obere Dorfstraße 38 (Karte)   | um 1850                                  | baugeschichtlich und wirtschaftsgeschichtlich von Bedeutung, geschlossen erhaltener Vierseithof leerstehend | 09232595 |
| Direkt Bild zu diesem Denkmal hochladen | Wohnhaus, Nebengebäude und Waschhaus                                                                                                 | Obere Dorfstraße 40 (Karte)   | 1927                                     | mit Laden, baugeschichtlich und ortsgeschichtlich von Bedeutung, im Stil der 1920er Jahre mit Ziegelsteindekoration, ehemals Landesprodukte Georg Käferstein. Um Fenster Sichtziegel, bezeichnet Landesprodukte Georg Käferstein, Bauherr Georg Käferstein | 09232596 |
| Weitere Bilder                          | Stallgebäude (mit zugesetzter Oberlaube) eines Vierseithofes                                                                         | Obere Dorfstraße 60 (Karte)   | bez. 1670                                | baugeschichtlich von Bedeutung, altertümliche Fachwerkkonstruktion (Schiffchenkehlen an Schwelle, Kopfstreben, geschweifte Andreaskreuze), Seltenheitswert Mit Oberlaube, Schiffchenkehlen an Schwelle, geblatteten Kopfbändern, Laubengang zugebaut, geschweifte Andreaskreuze in Brüstungsgefachen, Satteldach, ein Giebel verschiefert, bezeichnet 1670 H.H., sehr guter Erhaltungszustand                                                                       | 09232597 |
| Direkt Bild zu diesem Denkmal hochladen | Straßenbrücke über den Herrnsdorf-Bräunsdorfer Bach                                                                                  | Untere Dorfstraße (Karte)     | um 1860                                  | baugeschichtlich von Bedeutung, Steinbogenbrücke | 09232555 |
| Direkt Bild zu diesem Denkmal hochladen | Scheune eines Dreiseithofes | Untere Dorfstraße 7 (Karte)   | 18. Jh.                                  | baugeschichtlich und wirtschaftsgeschichtlich von Bedeutung Zum Zeitpunkt der Denkmalerfassung Einsturzgefahr einer Hausseite | 09232556 |
| Weitere Bilder                          | Rathaus | Untere Dorfstraße 8 (Karte)   | um 1930                                  | ortsgeschichtlich von Bedeutung, im Stil der 1920er Jahre Erker, Mansarddach, spitzbogiger Eingang, Ziegelgewände, Putz | 09232557 |
| Direkt Bild zu diesem Denkmal hochladen | Scheune und Seitengebäude eines Dreiseithofes                                                                                        | Untere Dorfstraße 17 (Karte)  | 1. Hälfte 19. Jh.                        | baugeschichtlich und wirtschaftsgeschichtlich von Bedeutung Scheune massiv aus Bruchsteinen | 09232558 |
| Direkt Bild zu diesem Denkmal hochladen | Wohnhaus | Untere Dorfstraße 19 (Karte)  | 1. Hälfte 19. Jh.                        | baugeschichtlich von Bedeutung, mit verschiefertem Fachwerk-Obergeschoss Obergeschoss Fachwerk verschiefert, Schieferornamentik | 09232559 |
| Direkt Bild zu diesem Denkmal hochladen | Mietshaus und benachbartes ländliches Wohnhaus                                                                                       | Untere Dorfstraße 22 (Karte)  | bez. 1860                                | baugeschichtlich und ortsentwicklungsgeschichtlich von Bedeutung, Wohnhaus mit Fachwerk-Obergeschoss, Mietshaus im Stil der Gründerzeit Wohnhaus mit Fachwerk-Obergeschoss verputzt, schöne Tür datiert 1860 | 09232560 |
| Direkt Bild zu diesem Denkmal hochladen | Ehemaliges Wohnstallhaus eines ehemaligen Bauernhofes                                                                                | Untere Dorfstraße 24 (Karte)  | bez. 1784                                | baugeschichtlich von Bedeutung, mit Fachwerk-Obergeschoss zweites Wohnhaus vor 2010 abgebrochen, ursprünglich vermutlich Seitengebäude des Bauernhofes, Nebengebäude wahrscheinlich zu zweitem Wohnhaus schon zeitig umgebaut, Wohnhaus mit abgerundeten Füllhölzern zwischen Rähm und Schwelle, Vorderhaus abgebrochen (an der Straße) | 09232561 |
| Direkt Bild zu diesem Denkmal hochladen | Häusleranwesen | Untere Dorfstraße 28 (Karte)  | 19. Jh.                                  | baugeschichtlich und sozialgeschichtlich von Bedeutung, mit verschiefertem Fachwerk-Obergeschoss | 09232562 |
| Direkt Bild zu diesem Denkmal hochladen | Wohnstallhaus eines Bauernhofes | Untere Dorfstraße 29 (Karte)  | Mitte 19. Jh.                            | baugeschichtlich von Bedeutung, mit Fachwerk-Obergeschoss Lehmziegelausfachung, Erdgeschoss teilweise Stampflehm | 09232563 |
| Direkt Bild zu diesem Denkmal hochladen | Wohnstallhaus und Scheune eines Zweiseithofes                                                                                        | Untere Dorfstraße 37 (Karte)  | 2. Hälfte 18. Jh.                        | baugeschichtlich und wirtschaftsgeschichtlich von Bedeutung Wohnstallhaus: Erdgeschoss massiv, Fachwerk-Obergeschoss, Giebel verbrettert, Satteldach, Stichbogenportal mit datiertem Schlussstein, halbrunde Füllhölzer, Tür im Obergeschoss | 09232917 |
|                                         | Schule | Untere Dorfstraße 47 (Karte)  | 1904–1905                                | baugeschichtlich und ortsgeschichtlich von Bedeutung, im Stil des Historismus Über Eingang Spruch Kommt laßt uns unsern Kindern leben, Mittelrisalit | 09232564 |
| Direkt Bild zu diesem Denkmal hochladen | Wohnstallhaus und Scheune eines Zweiseithofes                                                                                        | Untere Dorfstraße 48 (Karte)  | 1671                                     | baugeschichtlich von Bedeutung, sehr altertümliche Fachwerkkonstruktion (Andreaskreuze am Wohnstallhaus) ehemalige Gartenwirtschaft, Wohnhaus mit Andreaskreuzen in Brüstungsfeldern und Eckgefachen, Scheune mit geblatteten Streben, steht leer! | 09232565 |
| Direkt Bild zu diesem Denkmal hochladen | Häuslerhaus | Untere Dorfstraße 53 (Karte)  | 19. Jh.                                  | baugeschichtlich und sozialgeschichtlich von Bedeutung, Satteldach, Fachwerk-Obergeschoss verschiefert, Giebel massiv | 09232566 |
| Direkt Bild zu diesem Denkmal hochladen | Häuslerhaus | Untere Dorfstraße 54 (Karte)  | um 1800                                  | baugeschichtlich und sozialgeschichtlich von Bedeutung, mit Fachwerk-Obergeschoss Ehemalige Tischlerei, Handwerkerhaus, Fachwerk-Obergeschoss verbrettert und verschiefert, eine Seite fachwerksichtig, Krüppelwalmdach | 09232567 |
| Direkt Bild zu diesem Denkmal hochladen | Zwei Seitengebäude und Scheune eines Vierseithofes                                                                                   | Untere Dorfstraße 55 (Karte)  | um 1860                                  | baugeschichtlich und wirtschaftsgeschichtlich von Bedeutung, überwiegend Gebäude der Gründerzeit Stall mit Zwerchgiebel, Holzkonstruktion verziert, Nebengebäude Fachwerk-Obergeschoss, Giebel massiv, Scheune um 1860, evtl. später, gekoppelte Fenster, massiv | 09232568 |
| Direkt Bild zu diesem Denkmal hochladen | Wohnhaus | Untere Dorfstraße 58 (Karte)  | Mitte 19. Jh.                            | baugeschichtlich von Bedeutung, mit verbrettertem Fachwerk-Obergeschoss, Türgewände, verschiefert, Erdgeschoss Bruchstein | 09232569 |
| Direkt Bild zu diesem Denkmal hochladen | Mühlengebäude mit technischer Ausstattung                                                                                            | Untere Dorfstraße 63 (Karte)  | 19. Jh.                                  | technikgeschichtlich von Bedeutung Schreinermühle- Mahleinrichtung teilw. erhalten mit Transmissionen, zum Teil zum Schroten genommen | 09232570 |
| Direkt Bild zu diesem Denkmal hochladen | Wohnstallhaus, Seitengebäude (mit Oberlaube), Stallgebäude (mit Oberlaube) und Scheune eines Vierseithofes                           | Untere Dorfstraße 67 (Karte)  | um 1800                                  | baugeschichtlich und wirtschaftsgeschichtlich von Bedeutung, geschlossen erhaltener Bauernhof in Fachwerkbauweise, seltene Oberlauben an den Seitengebäuden - Wohnhaus gezapfte Holzverbindungen, Stall: mit fünfjochiger Oberlaube, geblattete Knaggen, schlechter Zustand - Nebengebäude: zwei Fenster mit Butzenscheiben, Erdgeschoss massiv, Obergeschoss Fachwerk, teilweise Streben verblattet, Oberlaube mit geblatteten Kopfbändern, Schwelle mit Kielbogen | 09232571 |
| Direkt Bild zu diesem Denkmal hochladen | Zwei Seitengebäude eines ehemaligen Vierseithofes und separat stehendes Kellerhaus                                                   | Untere Dorfstraße 68 (Karte)  | Mitte 19. Jh.                            | baugeschichtlich und wirtschaftsgeschichtlich von Bedeutung, Fachwerkbauten Stall mit Tür im Obergeschoss, Nebengebäude mit Durchfahrt und Stall, Fachwerk-Obergeschoss, Kellerhaus Bruchstein, Giebel verbrettert | 09232572 |
| Direkt Bild zu diesem Denkmal hochladen | Wohnhaus der ehemaligen Papiermühle                                                                                                  | Untere Dorfstraße 70 (Karte)  | um 1800                                  | baugeschichtlich und ortsgeschichtlich von Bedeutung, Fachwerk-Obergeschoss verputzt, zwei Hechte, baulich verändert, Türgewände fehlt | 09232573 |
| Direkt Bild zu diesem Denkmal hochladen | Wohnstallhaus, zwei Seitengebäude und Scheune eines Vierseithofes                                                                    | Untere Dorfstraße 72 (Karte)  | wahrscheinlich 1787                      | baugeschichtlich und wirtschaftsgeschichtlich von Bedeutung, geschlossen erhaltene Hofanlage, überwiegend in Fachwerkbauweise | 09232574 |
| Direkt Bild zu diesem Denkmal hochladen | Seitengebäude und Scheune eines Vierseithofes                                                                                        | Untere Dorfstraße 73 (Karte)  | 2. Hälfte 18. Jh.                        | baugeschichtlich und wirtschaftsgeschichtlich von Bedeutung, Fachwerkbauten, Scheune mit Kreuzstreben Seitengebäude: Fachwerk-Obergeschoss, geschweifte Schwelle, gezapfte Streben, Schiebefenster, Scheune geblattete Streben | 09232575 |
| Direkt Bild zu diesem Denkmal hochladen | Stallgebäude eines Vierseithofes (mit Nr. 77)                                                                                        | Untere Dorfstraße 77a (Karte) | um 1800                                  | baugeschichtlich von Bedeutung, mit Fachwerk-Obergeschoss, Tür im Fachwerk-Obergeschoss, Flurstück 143/3 – nördliches Gebäude | 09232576 |
| Direkt Bild zu diesem Denkmal hochladen | Wohnstallhaus, Scheune und Seitengebäude eines Bauernhofes                                                                           | Untere Dorfstraße 79 (Karte)  | bez. 1779                                | baugeschichtlich und wirtschaftsgeschichtlich von Bedeutung, Fachwerkbauten Inschrift über Tür Wohnhaus mit Datierung 1779, kein guter Bauzustand, Obergeschoss Fachwerk | 09232577 |
| Direkt Bild zu diesem Denkmal hochladen | Scheune eines ehemaligen Bauernhofes                                                                                                 | Untere Dorfstraße 89 (Karte)  | vor 1800 (Scheune)                       | baugeschichtlich von Bedeutung Fachwerkbau | 09232578 |
| Direkt Bild zu diesem Denkmal hochladen | Wohnstallhaus und Seitengebäude eines Zweiseithofes                                                                                  | Untere Dorfstraße 93 (Karte)  | 1728                                     | baugeschichtlich von Bedeutung, Fachwerkbau | 09232579 |
| Direkt Bild zu diesem Denkmal hochladen | Zwei Seitengebäude der ehemaligen Mühle                                                                                              | Untere Dorfstraße 95 (Karte)  | um 1800                                  | zeit- und landschaftstypische bäuerliche Wirtschaftsgebäude in Fachwerkbauweise Beide Gebäude Erdgeschoss massiv, Fachwerk-Obergeschoss strebenreich, Satteldächer, teilweise originale Schiebefenster erhalten | 09232919 |

## Kändler
| Bild                                    | Bezeichnung                                                                                | Lage                          | Datierung           | Beschreibung | ID       |
| --------------------------------------- | ------------------------------------------------------------------------------------------ | ----------------------------- | ------------------- | --- | -------- |
|                                         | Herrenhaus des Rittergutes                                                                 | An der Hofwiese 1b (Karte)    | 18. Jh.             | breitlagernder barocker Putzbau von ortsgeschichtlicher Bedeutung Drei Wappensteine am Gutshaus, Kreuzgewölbe im Erdgeschoss erhalten, barocke Türen, Türbeschläge und Treppe erhalten, Stall spätere Zutat, Mansarddach nach Brand erneuert. Zwischen 2010 und 2016 abgerissen. | 09233043 |
| Direkt Bild zu diesem Denkmal hochladen | Wohnhaus                                                                                   | Bahnhofstraße 7 (Karte)       | um 1905             | zeittypischer historistischer Putzbau von baugeschichtlichem Wert Zweigeschossig, sechs Fensterachsen, zwei Seitenrisalite leicht vorspringend, Krüppelwalmdach, Dacherker zweiachsig mit Zierfachwerk und Krüppelwalmdach, flankiert von zwei Gauben mit Krüppelwalmdach, Galgenfenstern mit sprossengeteilten Oberlichtern größtenteils original, Fenstergewände Beton, Sockel Polygonmauerwerk und Bossenquaderung, keine bemerkenswerte Innenausstattung. | 09233083 |
| Direkt Bild zu diesem Denkmal hochladen | Mietshaus in offener Bebauung mit Einfriedung                                              | Chemnitzer Straße 112 (Karte) | 1908                | baugeschichtlich von Bedeutung, im Reformstil der Zeit um 1910, Einfriedung im geometrischen Jugendstil Stark durch Jugendstil geprägt, so z. B. Eisenzaun, Türen, Kacheln, städtisches einzelnstehendes Gebäude | 09233056 |
| Direkt Bild zu diesem Denkmal hochladen | Villa mit Villengarten, Garteneinfriedung und Toreinfahrt                                  | Chemnitzer Straße 120 (Karte) | 1928–1929           | baugeschichtlich und ortsgeschichtlich von Bedeutung, im traditionalistischen Stil der 1920er Jahre, ehemaliges Landhaus des Fabrikanten Erhard Wunsch, Architekt: Erich Basarke, Chemnitz Repräsentative Villa mit Park, überdachter Eingang, darüber Balkon mit Balustrade, Kolossalordnung an Hauptfassade (vier Pilaster mit ionischen Kapitellen), Erdgeschoss Rundbogenfenster, Obergeschoss Rechteckfenster, repräsentatives mittig angeordnetes Dachhaus mit Dreieckgiebel, Mansardwalmdach mit kleineren stehenden Dachhäuschen und Fledermausluken, innen: im Viertelbogen gewendelte repräsentative Holztreppe, als Landhaus erbaut, Wintergartenanbau bauzeitlich, Bauherr: Färbereibesitzer Erhard Wunsch aus Kändler, heute Bildungs- und Tagungsstätte der Lebenshilfe (Landesverband Sachsen). | 09233057 |
| Direkt Bild zu diesem Denkmal hochladen | Wohnhaus in ehemals offener Bebauung                                                       | Chemnitzer Straße 133 (Karte) | 1. Hälfte 20. Jh.   | baugeschichtlich von Bedeutung, im traditionalistischen Stil der 1920er/1930er Jahre heute Pflegeheim, betreutes Wohnen | 09299792 |
| Direkt Bild zu diesem Denkmal hochladen | Wohnhaus                                                                                   | Feldweg 6 (Karte)             | bez. 1837           | baugeschichtlich von Bedeutung, ländlich mit Fachwerk-Obergeschoss und klassizistischem Portal Stallteil fehlt, massives Erdgeschoss, Fachwerk-Obergeschoss, liegt auf Rittergutsseite, Umbauten, bescheidenes Haus, in anderen Orten kein Denkmal | 09233044 |
| Direkt Bild zu diesem Denkmal hochladen | Fabrikantenvilla mit Einfriedung                                                           | Hauptstraße 5 (Karte)         | 1903, im Kern älter | baugeschichtlich von Bedeutung, im Stil des Historismus, im Jugendstil überformt - Alter Bau 1903 grundlegend überformt, alte Bausubstanz vermutlich im Kellerbereich von ca. 1870, Mittelrisalit (Veranda mit Balkon), seitlicher Eingang, Baudetails wie Türen und Bemalung aus Umbauzeit 1903 - Garage im Garten auf gleichem Flurstück (hinter Hauptstraße 5 gelegen) kein Denkmal mehr | 09233045 |
| Direkt Bild zu diesem Denkmal hochladen | Wohnhaus                                                                                   | Hauptstraße 17 (Karte)        | 1. Hälfte 19. Jh.   | baugeschichtlich von Bedeutung, ländlich mit verschiefertem Fachwerk-Obergeschoss, Erdgeschoss massiv, exponierte Lage, Rest dörflicher Bebauung im Ort, Satteldach, eng an Hauptstraße gelegen, heute Wochenendgrundstück | 09233047 |
|                                         | Rathaus                                                                                    | Hauptstraße 30 (Karte)        | 1913                | baugeschichtlich und ortsgeschichtlich von Bedeutung, im Reform- und Heimatstil der Zeit um 1910 Einfacher Rathausbau, Quadermauerwerk aus Sandstein im Sockelbereich, schariert, einfache Ornamentik, innen schmucklos, Türen aus Erbauungszeit, Bestandteil Flächendenkmal mit Schule und Gasthof | 09233048 |
|                                         | Schule                                                                                     | Hauptstraße 31 (Karte)        | 1902                | baugeschichtlich und ortsgeschichtlich von Bedeutung, im Stil des Historismus Charakteristisches Schulgebäude Mittelsachsens, Klinkerbau, Mittelrisalit, Anbauten ohne Denkmalwert | 09233049 |
| Direkt Bild zu diesem Denkmal hochladen | Wohnhaus                                                                                   | Hauptstraße 41 (Karte)        | um 1800             | stattliches Fachwerkgebäude von baugeschichtlichem und städtebaulichem Wert, mit barockem Segmentbogenportal und Krüppelwalmen Obergeschoss Fachwerk, verputzt, Krüppelwalmdach, Türgewände, kein Stall mehr vorhanden, Scheune abgebrochen, Gewände vermutlich um 1860, liegt in Straßenflucht, Sichtbeziehung wichtig | 09233050 |
| Weitere Bilder                          | Lutherkirche Kändler (Kirche und Kriegerdenkmal für die Gefallenen des Ersten Weltkrieges) | Kirchstraße (Karte)           | 1901–1902           | ortsgeschichtliche und baugeschichtliche Bedeutung - 1990/91 grundlegend restauriert, reiche Innenausstattung, Holzemporen, ornamentale Wand- und Deckengestaltung - Kriegerdenkmal für die Gefallenen des Ersten Weltkrieges sowie die Gefallenen des 2. Weltkrieges | 09233053 |
| Direkt Bild zu diesem Denkmal hochladen | Pfarrhaus                                                                                  | Kirchstraße 29 (Karte)        | 1913                | architektonisch anspruchsvoll gestalteter Putzbau von baugeschichtlichem und ortsgeschichtlichem Wert, im Reform- und Heimatstil der Zeit um 1910 Eingang mit Vorbau, gestützt von kannelierten Pfeilern, zweietagig mit eigenständigem Treppenhaus stark umgebaut, äußere Gestalt Vierseithof erhalten, für Ortsgeschichte und Ortsbild wichtig | 09233054 |
| Direkt Bild zu diesem Denkmal hochladen | Mietshaus (mit rückwärtigem Fabrikgebäude zusammengebaut)                                  | Ringstraße 3 (Karte)          | 1910–1911           | von baugeschichtlichem Wert, im Reformstil der Zeit um 1910 Komfortables Wohnhaus, Zusammenhang zu Fabrik besteht, Fassadenschmuck, Türen und Fenster unverändert erhalten, stark umgebaut, einheitliche Gestalt bewahrt, durch Zeit um 1910 geprägt. Zwischen 2010 und 2016 abgerissen. | 09233058 |

## Limbach-Oberfrohna
| Bild                                    | Bezeichnung | Lage                                                     | Datierung                                        | Beschreibung | ID       |
| --------------------------------------- | --- | -------------------------------------------------------- | ------------------------------------------------ | --- | -------- |
| Direkt Bild zu diesem Denkmal hochladen | Strumpffabrik Esche (ehem.) | Albert-Einstein-Straße 3 (Karte)                         | vor 1800, später überformt                       | Wohnhaus (zwei Häuser) und Seitenflügel zum Hof, Manufaktur- und Fabrikationsgebäude Gebr. Esche (Erweiterungsbau Fabrikkomplex – siehe Sachsenstraße 3), ortsgeschichtlich von Bedeutung Innen: Säulen, flaches Kreuzgewölbe, verschiedene Türgewände erhalten, vermutlich um 1830, Wirrsteinpflaster in Tordurchfahrt, Nr. 10: ehemals Bleicherei, zweigeschossig mit hohem Mansarddach, siehe auch Sachsenstraße 3 | 09233096 |
| Direkt Bild zu diesem Denkmal hochladen | Fabrik | Albert-Einstein-Straße 4 (Karte)                         | um 1905                                          | baugeschichtlich und ortsgeschichtlich von Bedeutung, mehrere Flügel, in Klinker - Wohnhaus: massiv, Putz, Türgewände erhalten, war Wohn- und wahrscheinlich Verwaltungsgebäude, Holzerker an Giebelseite, Treppenturm an Traufseite angefügt - Fabrik: gelber Klinker mit roten Klinker-Ornamenten, Sockel Zyklopenmauerwerk - (benachbartes Fabrikantenwohnhaus 2003 abgebrochen) | 09233097 |
| Direkt Bild zu diesem Denkmal hochladen | Zwei Mietshäuser in Ecklage (bauliche Einheit mit Weststraße 17) | Albert-Einstein-Straße 6; 8 (Karte)                      | um 1905                                          | baugeschichtlich und städtebaulich von Bedeutung, einheitlich gestaltete Gründerzeitgebäude mit Klinkerfassaden Klinkerfassade, Sockel Zyklopenmauerwerk, ein Bau mit Weststraße 17, Durchfahrt und Laden | 09233098 |
| Direkt Bild zu diesem Denkmal hochladen | Wohnhaus mit angebauten Nebengebäuden | Albert-Einstein-Straße 10 (Karte)                        | um 1830                                          | baugeschichtlich und ortsgeschichtlich von Bedeutung, Hauptgebäude mit Segmentbogenportal, ehemals Bleicherei Martin; Verschiedene Nebengebäude | 09233099 |
| Direkt Bild zu diesem Denkmal hochladen | Seitengebäude eines Bauernhofes | Albert-Einstein-Straße 23 (Karte)                        | vor 1783                                         | baugeschichtlich von Bedeutung, mit Fachwerk-Obergeschoss | 09233101 |
| Direkt Bild zu diesem Denkmal hochladen | Denkmal für Opfer des Faschismus | Am Gemeindewald (Karte)                                  | nach 1945 (Gedenkstein)                          | Gedenkstein für den ermordeten polnischen Arbeiter Tobola, geschichtlich von Bedeutung Tobola: im Gemeindewald ermordet | 09303552 |
| Direkt Bild zu diesem Denkmal hochladen | Wohnhaus und Garten eines ländlichen Gutshofes | Am Schweizerhof 4 (Karte)                                | bez. 1878                                        | geschlossene Anlage mit architektonisch qualitätvollem Wohnhaus der Gründerzeit im Schweizer Stil, baugeschichtlich und ortsgeschichtlich von Bedeutung; stadt- und baugeschichtlicher Wert - Wohnhaus: bezeichnet 1878, eingeschossiger Putzbau mit hohem Kellergeschoss, in Mitte der Traufseite aufwendiges Türportal mit kannelierten Pilastern und Dreieckgiebelverdachung aus Limbacher Porphyrtuff, zweiachsiger Dacherker mit Satteldach und verziertem Leergespärre, Fenstergewände Porphyrtuff mit waagerechter Verdachung, Giebelseiten mit Klinkerelementen, flachgeneigtes Satteldach, Kellerfenster vergittert, guter Originalzustand: nur Türen und Fenster erneuert - Garten mit altem Baumbestand | 09233084 |
| Weitere Bilder                          | Einzeldenkmale der Sachgesamtheit Stadtpark: Parkschänke (Anschrift: Tierparkstraße 2), Pache-Denkmal, ehemaliges Hofbräuhaus (Anschrift: Tierparkstraße 1) sowie Pumphaus für die Wasserfontäne (siehe auch Sachgesamtheit 09300302) | Am Stadtpark (Karte)                                     | 1905 (Parkschänke)                               | Baulichkeiten und Anlagen des Stadtparkes der Stadt Limbach-Oberfrohna von baugeschichtlicher, stadtgeschichtlicher und technikgeschichtlicher Bedeutung, im Park Denkmal für den Kantor und Komponisten Johannes Fürchtegott Pache (1857–1897) - Pachedenkmal am 20. Juli 1902 eingeweiht. - Hofbräuhaus: Rundbau, Holzkonstruktion mit Oberlicht, kreisförmige Fläche im Inneren mit Umgang, Haus ursprünglich geschlossen, heute offen | 09232944 |
| Weitere Bilder                          | Sachgesamtheit Stadtpark, mit folgenden Einzeldenkmalen: Parkschänke (Anschrift: Tierparkstraße 2), Denkmal für Pache, das ehemalige Hofbräuhaus (Anschrift: Tierparkstraße 1), das Pumphaus für die Wasserfontäne (siehe Einzeldenkmal 09232944) und die Parkanlagen (Gartendenkmal), dazu als Sachgesamtheitsteil der Tennisplatz (Anschrift: Tierparkstraße 3) | Am Stadtpark (Karte)                                     | 1895                                             | zeittypische städtische Grünanlage mit den für die Erholung der Bürger erforderlichen Gebäuden und Anlagen von gartenkünstlerischer, stadtgeschichtlicher und sozialgeschichtlicher Bedeutung, im Park Denkmal für den Kantor und Komponisten Johannes Fürchtegott Pache (1857–1897) | 09300302 |
| Direkt Bild zu diesem Denkmal hochladen | Mietshaus in Ecklage | Am Stadtpark 1 (Karte)                                   | um 1910                                          | städtebaulich und baugeschichtlich von Bedeutung, im Reformstil der Zeit um 1910 Glasierte Ziegel weiß, mit blau und rot abgesetzt, Putzquaderung, Erdgeschoss Putzritzung | 09233104 |
| Direkt Bild zu diesem Denkmal hochladen | Sachgesamtheit Wohnanlage Am Tor, mit folgenden Einzeldenkmalen: Wohnanlage mit 5 Wohnhäusern (Anschriften: Am Tor 1–8, Grützmühlenweg 6–12 gerade Hausnummern und Torweg 1–12, siehe Einzeldenkmale 09233110, 09233150 und 09233275) und gärtnerische Freiraumgestaltung | Am Tor 1; 2; 3; 4; 5; 6; 7; 8 (Karte)                    | 1929                                             | städtebaulich und baugeschichtlich von Bedeutung, Bauten im traditionalistischen Stil der 1920er Jahre | 09233109 |
| Direkt Bild zu diesem Denkmal hochladen | Einzeldenkmale der Wohnanlage Am Tor: zwei Reihenhäuser (mit jeweils vier Eingängen 1–7 ungerade und 2–8 gerade) (siehe auch Sachgesamtheit 09233109) | Am Tor 1; 2; 3; 4; 5; 6; 7; 8 (Karte)                    | 1929 (Wohnhäuser)                                | städtebaulich und baugeschichtlich von Bedeutung, im traditionalistischen Stil der 1920er Jahre | 09233110 |
| Weitere Bilder                          | Höhere Wirkschule | An der Großsporthalle 4 (Karte)                          | 1868–1869 (Schule)                               | die älteste ihrer Art, erster Direktor Prof. Gustav Willkomm (1839–1910), Begründer der Wirkerei-Technologie, für Gründung Fabrikant Ernst Esche eingesetzt, ortsgeschichtlich und wirtschaftsgeschichtlich von Bedeutung alte Anschrift: Turnstraße 4 | 09233287 |
| Weitere Bilder                          | Stadtkirche Limbach (Kirchgebäude mit Ausstattung) | An der Stadtkirche 10 (Karte)                            | 1346, Umbau 1811                                 | baugeschichtlich und ortsgeschichtlich von Bedeutung, schlichte mittelalterliche Saalkirche mit Dachreiter, klassizistische Ausstattung Ursprüngliche hölzerne Dorfkirche (14. Jahrhundert) 1511 durch heutige Kirche ersetzt; 1811 im Stil des Klassizismus erweitert (Portalanbau) und 1894 erneuert. Seit 1983 mit Eule-Orgel | 09233220 |
| Direkt Bild zu diesem Denkmal hochladen | Diakonat | An der Stadtkirche 1 (Karte)                             | 1. Hälfte 19. Jh.                                | baugeschichtlich und ortsgeschichtlich von Bedeutung, im Stil der Neorenaissance um 1900 umgeformt | 09233217 |
|                                         | Pfarrhaus | An der Stadtkirche 5 (Karte)                             | bez. 1764                                        | baugeschichtlich und ortsgeschichtlich von Bedeutung, barockes Gebäude mit Fachwerk-Obergeschoss Das zweietagige Gebäude mit Schopfwalmdach, ganz in der Nähe der Stadtkirche Limbach stehend, trägt in dem Tür-Schlussstein die Jahreszahl 1767 und in schwungvoller Schreibschrift dargestellte (damalige) Hausnummer Nr. 3. Das Fachwerk-Obergeschoss ist außen mit Schieferschindeln verkleidet. | 09233218 |
| Direkt Bild zu diesem Denkmal hochladen | Schule mit zwei Gebäudeteilen | An der Stadtkirche 6 (Karte)                             | Mitte 19. Jh.                                    | stadtgeschichtliche Bedeutung, älteste Schule der Stadt, älterer Teil mit Fachwerk-Obergeschoss, Erweiterung spätklassizistisch ehemals älteste Schule von Limbach, daran neues Wohnhaus angebaut | 09233219 |
| Weitere Bilder                          | Wohnhaus und Fabrikgebäude im Hof | Anna-Esche-Straße 10 (Karte)                             | um 1880                                          | orts- und baugeschichtlich von Bedeutung, ehemaliges Polytechnikum, historisierend mit Klinkerfassaden Ehemaliges Polytechnikum, heute Wohnhaus mit Fabrik, Klinkerfassade, Zyklopenmauerwerk, Eckquaderung | 09233113 |
| Direkt Bild zu diesem Denkmal hochladen | Villa | Anna-Esche-Straße 13 (Karte)                             | um 1880                                          | baugeschichtlich von Bedeutung, klassizistisch-gründerzeitliche Putzfassade | 09233209 |
| Direkt Bild zu diesem Denkmal hochladen | Mietshaus in Ecklage | Bachstraße 2 (Karte)                                     | um 1925                                          | mit Laden, baugeschichtlich von Bedeutung, im Art-déco-Stil ehemals im Erdgeschoss Sparkasse, heute Bankgebäude | 09233114 |
| Direkt Bild zu diesem Denkmal hochladen | Geschäftshaus der Ortskrankenkasse | Bachstraße 4 (Karte)                                     | 1924                                             | Anklänge an den Art-déco-Stil, ortsgeschichtlich und baugeschichtlich von Bedeutung | 09233115 |
|                                         | Meilenstein | Burgstädter Straße (Flurstück 925e) (Karte)              | 19. Jh. (Meilenstein)                            | wohl Halbmeilenstein, verkehrsgeschichtlich von Bedeutung | 09233118 |
|                                         | Villa mit Einfriedung | Burgstädter Straße 2 (Karte)                             | 1880                                             | baugeschichtlich von Bedeutung, Gründerzeitgebäude Klinkerfassade, einstöckig | 09233117 |
|                                         | Wohnhaus | Chemnitzer Straße 2 (Karte)                              | vor 1785                                         | ortsentwicklungsgeschichtlich und baugeschichtlich von Bedeutung, Teil der alten Dorfbebauung von Limbach Alte Dorfbebauung Limbach, ehemaliges Bauerngut ? | 09233119 |
| Weitere Bilder                          | Fabrikkomplex (zwei Anschriften: Chemnitzer Straße 6 und Marktstraße 11) | Chemnitzer Straße 6 (Karte)                              | um 1900 (alter Teil)                             | baugeschichtlich, künstlerisch und ortsgeschichtlich von Bedeutung, ehemals Textilfabrik Schaarschmidt, Hauptbau mit Klinkerfassaden im Stil der Neuen Sachlichkeit der 1920er Jahre Klinkerfassade neuer Komplex und altes Gebäude, heute: Artiseda, Anschrift auch Marktstraße 11 | 09233120 |
|                                         | Zwei Wohnhäuser eines ehemaligen Bauernhofes | Chemnitzer Straße 18 (Karte)                             | vor 1785                                         | ortsentwicklungsgeschichtlich und baugeschichtlich von Bedeutung, Teil der alten Dorfbebauung von Limbach, ein Gebäude mit Fachwerk-Obergeschoss Krüppelwalmdach, Mansarddach, alte Dorfbebauung Limbach | 09233123 |
| Direkt Bild zu diesem Denkmal hochladen | Wohnhaus | Chemnitzer Straße 79 (Karte)                             | um 1880                                          | villenartiges Gründerzeitgebäude mit zweigeschossigem Verandenanbau, baugeschichtlich von Bedeutung Farbglasfenster | 09233124 |
| Direkt Bild zu diesem Denkmal hochladen | Wohnstallhaus und Scheune eines Dreiseithofes | Chemnitzer Straße 103 (Karte)                            | bez. 1786                                        | ortsentwicklungsgeschichtlich und baugeschichtlich von Bedeutung, Teil der alten Dorfbebauung von Limbach, Wohnhaus mit Fachwerk-Obergeschoss, Fachwerk-Scheune Türgewände bezeichnet „HG 3.8.1786“, Obergeschoss verschiefert, Erdgeschoss massiv, Scheune verbrettert, alte Dorfbebauung Limbach | 09233126 |
| Direkt Bild zu diesem Denkmal hochladen | Haushälfte eines Mietshauses in Ecklage | Christophstraße 3 (Karte)                                | um 1860                                          | städtebaulich von Bedeutung, platzbildprägende Lage am Ludwigsplatz, Gründerzeitgebäude mit Eckturm Gehört mit zur Platzbebauung | 09233127 |
| Direkt Bild zu diesem Denkmal hochladen | Wohn- und Kontorgebäude einer ehemaligen Textilfabrik mit seitlicher Einfriedung | Christophstraße 4 (Karte)                                | um 1870, später überformt (1920er Jahre)         | baugeschichtlich und ortsgeschichtlich von Bedeutung Fenstergewände, Farbglasfenster, Stuckdecken, Fabrikanbau Anfang 20. Jh. (kein Denkmal ?) – Kontorhausanbau um 1924 | 09233128 |
| Direkt Bild zu diesem Denkmal hochladen | Wohnhaus (zwei Hausnummern) in halboffener Bebauung | Christophstraße 6; 8 (Karte)                             | 1866 im Kern                                     | baugeschichtlich und ortsgeschichtlich von Bedeutung, Gründerzeitgebäude mit Art-déco-Fassade, ehemaliger Sitz des Limbacher Amtsblattes Um 1930 überformt | 09233130 |
| Direkt Bild zu diesem Denkmal hochladen | Wohnhaus | Dorotheenstraße 2 (Karte)                                | um 1790                                          | baugeschichtlich von Bedeutung, mit Fachwerk-Obergeschoss, Teil einer ehemaligen Strumpfwirkersiedlung Fachwerk-Obergeschoss verschiefert, Dachaufbauten original, Türgewände fehlt | 09233134 |
| Direkt Bild zu diesem Denkmal hochladen | Wohnhaus | Dorotheenstraße 4 (Karte)                                | um 1790                                          | baugeschichtlich von Bedeutung, mit Fachwerk-Obergeschoss, Teil einer ehemaligen Strumpfwirkersiedlung Fachwerk-Obergeschoss verkleidet, Türgewände fehlt, ehemalige Strumpfwirkersiedlung | 09233135 |
| Direkt Bild zu diesem Denkmal hochladen | Wohnhaus | Dorotheenstraße 6 (Karte)                                | um 1790                                          | baugeschichtlich von Bedeutung, mit Fachwerk-Obergeschoss, Teil einer ehemaligen Strumpfwirkersiedlung Fachwerk-Obergeschoss verkleidet, Erdgeschoss und Giebel massiv, Reste Türgewände, ehemalige Strumpfwirkersiedlung | 09233136 |
| Direkt Bild zu diesem Denkmal hochladen | Wohnhaus | Dorotheenstraße 14 (Karte)                               | um 1790                                          | baugeschichtlich von Bedeutung, mit Fachwerk-Obergeschoss, Teil einer ehemaligen Strumpfwirkersiedlung Fachwerk-Obergeschoss verschiefert, Tür und Fenster original, gehört zur ehemaligen Strumpfwirkersiedlung | 09233137 |
| Direkt Bild zu diesem Denkmal hochladen | Hotel „Johannisbad“ (Hotel, heute Wohnhaus mit Restaurant) | Dorotheenstraße 41 (Karte)                               | um 1890                                          | dreigeschossiger, schlichter, gründerzeitlicher Putzbau von ortsgeschichtlichem Wert ehemaliges Hotel „Johannisbad“: Zwei Seitenrisalite, verkröpftes Gurtgesims, Putznutung im Erdgeschoss, Rundbogenfenster, alle Fenster und Türen erneuert, Fenster durch schlichte Putzeinfassung gerahmt, Haus stark vereinfacht, Denkmalwert: nur ortsgeschichtlicher Wert, traditionelles Limbacher Arbeiterlokal, hier sprachen August Bebel, Wilhelm Liebknecht, Clara Zetkin und Fritz Heckert | 09233081 |
|                                         | Wohnhaus mit zwei Eingängen | Dr.-Goerdeler-Straße 9; 11 (Karte)                       | um 1925                                          | baugeschichtlich von Bedeutung, im traditionalistischen Stil der 1920er Jahre, Teil einer Wohnanlage mit Gebäuden an der Humboldtstraße und Ludwig-Richter-Straße viergeschossiges Reihenhaus einer Wohnanlage; Gestaltung einfach, wie die anderen Gebäude Humboldtstraße und Dürerplatz, einziges Haus mit Originalhaustüren | 09233139 |
| Weitere Bilder                          | Wohnhaus | Dr.-Goerdeler-Straße 29 (Karte)                          | um 1928                                          | baugeschichtlich von Bedeutung, im traditionalistischen Stil der 1920er Jahre, Art-déco-Stil Auffallendes Treppenhaus mit Farbglasfenstern und französischem Balkon, Erker in besonderer Gestaltung | 09233138 |
|                                         | Wohnhaus mit Einfriedung | Dr.-Neideck-Straße 3 (Karte)                             | um 1928                                          | baugeschichtlich von Bedeutung, Anklänge an den Art-déco-Stil Edelputz mit Putzornamentik aus Entstehungszeit | 09233102 |
|                                         | Wohnhaus der Wohnanlage Dr.-Neideck-Straße 7, 8, 9 (Wohnungsbau des Limbacher Handwerks eGmbH) | Dr.-Neideck-Straße 7 (Karte)                             | 1926/1927                                        | Nummer 7 dreigeschossig, in einer Flucht mit der Nr. 8, Mansarddach, das Treppenhaus, alle Eingangs-, Austritts-, Wohnungs- und Zimmertüren original erhalten, bau- und ortsgeschichtlich von Bedeutung | 09307239 |
|                                         | Wohnhaus der Wohnanlage Dr.-Neideck-Straße 7, 8, 9 | Dr.-Neideck-Straße 8 (Karte)                             | 1926/1927                                        | Nummer 8 dreigeschossig, quer gelegt mit einem großen, aus der Flucht vor Nummer 9 vorspringenden Giebel als Ende des Satteldaches, welches drei der insgesamt vier Fensterachsen überfaßt, hier mittig der repräsentative Hauseingang, das nach hinten liegende Treppenhaus, alle Eingangs-, Austritts-, Wohnungs- und Zimmertüren original erhalten, bau- und ortsgeschichtlich von Bedeutung | 09307240 |
|                                         | Wohnhaus der Wohnanlage Dr.-Neideck-Straße 7, 8, 9, mit kleiner Umfassungsmauer entlang der Dr.-Neideck-Straße (Wohnungsbau des Limbacher Handwerks eGmbH) | Dr.-Neideck-Straße 9 (Karte)                             | 1926/1927                                        | Nummer 9 Kopfbau nach Osten, dreigeschossig mit voll ausgebautem Mansarddach, Fenster wandbündig mit für die 1920er Jahre typischem quadratischen Format, das nach hinten liegende Treppenhaus als nach oben halbrund abschließende Apsis über Erdgeschoss und erstes Obergeschoss markiert, auf den beiden Zwischengeschosshöhen Austritte, der Hintereingang in bossierte Steine eingefasst. Das Treppenhaus, alle Eingangs-, Austritts-, Wohnungs- und Zimmertüren original erhalten, bau- und ortsgeschichtlich von Bedeutung | 09307241 |
| Direkt Bild zu diesem Denkmal hochladen | Mietvilla mit Einfriedung | Friedrichstraße 5 (Karte)                                | um 1915 (Mietvilla)                              | baugeschichtlich von Bedeutung, im Reformstil der Zeit nach 1910, Eckerker mit Farbglasfenstern | 09233143 |
| Direkt Bild zu diesem Denkmal hochladen | Fabrikgebäude mit Bauplastik | Frohnbachstraße 2 (Karte)                                | um 1925, im Kern älter                           | baugeschichtlich und künstlerisch von Bedeutung, Erweiterungsbau im Stil der Neuen Sachlichkeit der 1920er Jahre, mit zwei lebensgroßen Plastiken am Eingangsbereich Seitenflügel mit Tordurchfahrt, zwei Plastiken seitlich an Eingang – um 1925, Klinker, Beton | 09233155 |
| Direkt Bild zu diesem Denkmal hochladen | Fabrik | Frohnbachstraße 10 (Karte)                               | um 1910, im Kern 19. Jh.                         | stattlicher Putzbau von baugeschichtlichem Wert, Fassade im Reformstil der Zeit um 1910 Viergeschossig, Putzfassade, Segmentbogen- und Rechteckfenster, Pilastergliederung, Würfelfries, Sockel Polygonalmauerwerk, profiliertes Kranzgesims, sehr guter Originalzustand, bau- und ortsgeschichtlicher Wert | 09233080 |
| Direkt Bild zu diesem Denkmal hochladen | Wohnhaus, Nebengebäude mit Garage sowie Toreinfahrt mit Pforte | Frohnbachstraße 15 (Karte)                               | um 1880, später überformt                        | baugeschichtlich von Bedeutung, im Kern Gründerzeitgebäude, um 1910 baulich überformt - Über Eingang Initiale „TG“, Türvorbau um 1912 mit Bleiglasfenster, im Treppenhaus Farbglasfenster, Sockel Polygonmauerwerk - Seitengebäude: vermutlich Bedienstetenwohnhaus, Garage, Tor mit Originalbeschlägen | 09233156 |
| Direkt Bild zu diesem Denkmal hochladen | Wohnhaus und Fabrikationsgebäude | Frohnbachstraße 19 (Karte)                               | bez. 1828                                        | baugeschichtlich von Bedeutung, klassizistischer Putzbau Klempnerei, vermutlich mehrere Bauphasen | 09233157 |
| Direkt Bild zu diesem Denkmal hochladen | Wohnstallhaus, Seitengebäude eines ehemaligen Bauernhofes und angebautes Fabrikationsgebäude | Frohnbachstraße 20 (Karte)                               | um 1800 (Wohnstallhaus)                          | baugeschichtlich und ortsentwicklungsgeschichtlich von Bedeutung, Wohnstallhaus mit Fachwerk-Obergeschoss Anbauten unter anderem Fabrikationsgebäude - Wohnhaus: Fachwerk-Obergeschoss, Seitengebäude Bruchstein - Fabrikationsgebäude: massiv, mehrstöckig | 09233158 |
| Direkt Bild zu diesem Denkmal hochladen | Wohnhaus mit Apotheke, ehemals Postgebäude | Frohnbachstraße 26 (Karte)                               | um 1915                                          | baugeschichtlich und ortsgeschichtlich von Bedeutung, im Reformstil der Zeit um 1905 Heute Rosen-Apotheke, Eingang verlegt, Zwerchgiebel Fenster verändert, ansonsten guter Originalbestand | 09233160 |
| Direkt Bild zu diesem Denkmal hochladen | Schule und angebaute Turnhalle | Frohnbachstraße 51 (Karte)                               | 1886, später überformt                           | baugeschichtlich und ortsgeschichtlich von Bedeutung, Gründerzeitgebäude, in den 1920er Jahren überformt und erweitert; Zwei Bauetappen, Name Gerhart-Hauptmann-Schule seit 1950 | 09233161 |
| Direkt Bild zu diesem Denkmal hochladen | Mietshaus in geschlossener Bebauung konzipiert | Georgstraße 1 (Karte)                                    | um 1880                                          | baugeschichtlich von Bedeutung, Gründerzeitfassade Klinkerfassade, geschlossener Straßenzug um 1900 | 09233144 |
| Direkt Bild zu diesem Denkmal hochladen | Pestalozzischule (Schule) | Georgstraße 2 (Friedrichstraße) (Karte)                  | 1887–1888                                        | baugeschichtlich und ortsgeschichtlich von Bedeutung, repräsentatives Gründerzeitgebäude Pestalozzischule mit Turnhalle, ehemalige Bürgerschule II, nach Entwürfen von E. Poser erbaut; Sockel: Zyklopenmauerwerk, Name Pestalozzischule seit 1935, Turnhalle vor 2010 abgebrochen | 09233149 |
| Direkt Bild zu diesem Denkmal hochladen | Mietshaus in geschlossener Bebauung | Georgstraße 3 (Karte)                                    | um 1880                                          | baugeschichtlich von Bedeutung, Gründerzeitfassade Klinkerfassade, vermutlich Baumstr. Poser, Limbach | 09233145 |
| Direkt Bild zu diesem Denkmal hochladen | Mietshaus in geschlossener Bebauung | Georgstraße 5 (Karte)                                    | um 1880                                          | baugeschichtlich von Bedeutung, Gründerzeitfassade Klinkerfassade, vermutlich Baumstr. Poser, Limbach | 09233146 |
| Direkt Bild zu diesem Denkmal hochladen | Mietshaus in geschlossener Bebauung | Georgstraße 7 (Karte)                                    | um 1880                                          | baugeschichtlich von Bedeutung, Gründerzeitfassade Klinkerfassade, vermutlich Baumstr. Poser, Limbach | 09233147 |
| Direkt Bild zu diesem Denkmal hochladen | Mietshaus in geschlossener Bebauung | Georgstraße 23 (Karte)                                   | um 1910                                          | original erhaltener Putzbau von städtebaulicher Bedeutung, im Reformstil der Zeit um 1910 dreigeschossig, acht Achsen, Mitteleingang, Rechteckfenster, Hauseingang zurückversetzt, mit Rundbogen, Sockel Werkstein, einfache Flachreliefs, dominanter geschweifter Dacherker, Teil einer gleichartig gestalteten Hausgruppe | 09247720 |
| Direkt Bild zu diesem Denkmal hochladen | Mietvilla | Georgstraße 24 (Karte)                                   | um 1910                                          | baugeschichtlich von Bedeutung, im Reformstil der Zeit um 1905 Zwerchgiebel und Türmchen mit Fachwerk, Sockel und Teile Erdgeschoss Klinker, entstellend: Garagenanbauten, Bleiglasfenster | 09233148 |
| Direkt Bild zu diesem Denkmal hochladen | Mietshaus in geschlossener Bebauung | Georgstraße 25 (Karte)                                   | um 1910                                          | original erhaltener Putzbau von städtebaulicher Bedeutung, im Reformstil der Zeit um 1910 dreigeschossig, acht Achsen, Haustor seitlich mit Segmentbogenverdachung, Fenster teilweise Sprossenteilung im Oberlicht, Sockel Werkstein, Flachreliefs, dominanter Dacherker mit Pilastergliederung | 09247719 |
| Direkt Bild zu diesem Denkmal hochladen | Mietshaus in geschlossener Bebauung konzipiert | Georgstraße 27 (Karte)                                   | um 1910                                          | original erhaltener Putzbau von städtebaulicher Bedeutung, im Reformstil der Zeit um 1910 dreigeschossig, acht Achsen, gemeinsamer Eingang mit Nummer 25, Sockel Werkstein, Fassadengestaltung durch Pilaster, Putzfelder und Flachreliefs, prägender Dacherker – vereinfacht | 09247721 |
| Direkt Bild zu diesem Denkmal hochladen | Einzeldenkmal der Wohnanlage Am Tor: Mehrfamilienhaus mit vier Eingängen (siehe auch Sachgesamtheit 09233109) | Grützmühlenweg 6; 8; 10; 12 (Karte)                      | 1929 (Mehrfamilienwohnhaus)                      | städtebaulich und baugeschichtlich von Bedeutung, im traditionalistischen Stil der 1920er Jahre Reihenhaus mit Tor | 09233150 |
| Direkt Bild zu diesem Denkmal hochladen | Grabstätten Fam. Emil Fritzsche, Fam. Dittrich, Fam. Völcker und Fam. Paul Raetzer auf dem Friedhof | Hainstraße (Karte)                                       | Anfang 20. Jh.                                   | ortsgeschichtlich und künstlerisch von Bedeutung aus Sandstein | 09233142 |
| Direkt Bild zu diesem Denkmal hochladen | Sparkassengebäude | Hainstraße 1 (Karte)                                     | 1935                                             | baugeschichtlich von Bedeutung, im Stil der 1930er Jahre | 09233154 |
| Direkt Bild zu diesem Denkmal hochladen | Wohnhaus | Hainstraße 7 (Karte)                                     | 1920er Jahre (Wohnhaus)                          | baugeschichtlich von Bedeutung, im Stil der 1920er Jahre, Putzbau mit Klinkergliederung, Anklänge an den Stil des Expressionismus | 09303657 |
| Direkt Bild zu diesem Denkmal hochladen | Wohn- und Geschäftshaus in Ecklage | Hechinger Straße 1 (Karte)                               | bez. 1908                                        | baugeschichtlich und städtebaulich von Bedeutung, Klinkerfassade, straßenbildprägende Erker, historistischer Stil Klinkerfassade, Erker verputzt, Erdgeschoss Steinverkleidung | 09233162 |
| Direkt Bild zu diesem Denkmal hochladen | Wohn- und Geschäftshaus in geschlossener Bebauung | Hechinger Straße 3 (Karte)                               | um 1910                                          | baugeschichtlich und städtebaulich von Bedeutung, historistische Klinkerfassade, Erdgeschoss Rustikaputz, Klinkerfassade | 09233163 |
| Direkt Bild zu diesem Denkmal hochladen | Wohnhaus in geschlossener Bebauung (älterer Hausteil von Nr. 4 kein Denkmal) | Hechinger Straße 4 (Karte)                               | um 1880                                          | mit Laden, baugeschichtlich von Bedeutung, repräsentative historistische Fassade. Zwischen 2010 und 2016 abgerissen. | 09233166 |
| Direkt Bild zu diesem Denkmal hochladen | Wohn- und Geschäftshaus in geschlossener Bebauung | Hechinger Straße 5 (Karte)                               | 1906                                             | baugeschichtlich und städtebaulich von Bedeutung, historistische Klinkerfassade, straßenbildprägende Erker, Klinkerfassade, Erdgeschoss verputzt, Erker ebenfalls verputzt | 09233164 |
| Direkt Bild zu diesem Denkmal hochladen | Wohn- und Geschäftshaus in geschlossener Bebauung | Hechinger Straße 5a (Karte)                              | um 1905                                          | baugeschichtlich und städtebaulich von Bedeutung, historistische Klinkerfassade mit Jugendstilelementen | 09233165 |
| Direkt Bild zu diesem Denkmal hochladen | Wohn- und Geschäftshaus in geschlossener Bebauung konzipiert | Helenenstraße 1 (Karte)                                  | um 1910                                          | baugeschichtlich von Bedeutung, im Reformstil der Zeit um 1910 heute Sparkasse | 09233167 |
| Direkt Bild zu diesem Denkmal hochladen | Wohn- und Geschäftshaus in Ecklage | Helenenstraße 2 (Karte)                                  | um 1908                                          | baugeschichtlich von Bedeutung, im Reformstil der Zeit um 1910, straßenbildprägende Eckausbildung mit Erker und Loggia Im Erdgeschossbereich verändert | 09233168 |
| Direkt Bild zu diesem Denkmal hochladen | Mietshaus mit Läden in geschlossener Bebauung | Helenenstraße 3 (Karte)                                  | um 1900                                          | baugeschichtlich von Bedeutung, gründerzeitliche Klinkerfassade | 09233169 |
| Direkt Bild zu diesem Denkmal hochladen | Wohnhaus in geschlossener Bebauung | Helenenstraße 5 (Karte)                                  | um 1870                                          | mit Laden, baugeschichtlich von Bedeutung, gründerzeitliche Putzfassade von klassizistischer Wirkung Einstöckig, einschließlich Erdgeschoss, original erhalten | 09233170 |
| Direkt Bild zu diesem Denkmal hochladen | Mietshaus mit Läden in geschlossener Bebauung | Helenenstraße 6 (Karte)                                  | bez. 1908                                        | baugeschichtlich von Bedeutung, historistische Fassade Guter Originalzustand einschließlich Erdgeschoss | 09233171 |
| Direkt Bild zu diesem Denkmal hochladen | Mietshaus in geschlossener Bebauung | Helenenstraße 7 (Karte)                                  | um 1870                                          | mit Laden, baugeschichtlich von Bedeutung, gründerzeitliche Putzfassade von klassizistischer Wirkung Einstöckig, einschließlich Erdgeschossbereich original erhalten | 09233172 |
| Direkt Bild zu diesem Denkmal hochladen | Mietshaus in geschlossener Bebauung | Helenenstraße 8 (Karte)                                  | bez. 1908                                        | mit Laden, baugeschichtlich von Bedeutung, Fassade im Reformstil der Zeit um 1910 Guter Originalzustand einschließlich Erdgeschoss | 09233173 |
| Direkt Bild zu diesem Denkmal hochladen | Mietshaus in geschlossener Bebauung (bauliche Einheit mit Nr. 11) | Helenenstraße 9 (Karte)                                  | 1894                                             | baugeschichtlich und ortsgeschichtlich von Bedeutung, ehemaliges Hotel Central, gründerzeitliche Klinkerfassade Gleiches Haus wie Nummer 11, Klinkerfassade mit einfacher Fassadengliederung und Schmuck | 09233174 |
| Direkt Bild zu diesem Denkmal hochladen | Wohn- und Geschäftshaus, hinten angebautes Wohnhaus und Werkstattbau | Helenenstraße 10 (Karte)                                 | 1913                                             | Vorderhaus dreigeschossig mit stark ausgebautem Mansarddach, Fassade neuklassizistisch, alle drei Bauten authentisch und detailreich erhalten, stadtbau-, industrie- und baugeschichtlich von Bedeutung | 09306940 |
| Direkt Bild zu diesem Denkmal hochladen | Mietshaus in geschlossener Bebauung (bauliche Einheit mit Nr. 9) | Helenenstraße 11 (Karte)                                 | 1894                                             | mit Laden, baugeschichtlich von Bedeutung, gründerzeitliche Klinkerfassade Klinker, Erdgeschoss Putz, auffallende Haustür, Ladenfront original | 09233175 |
| Direkt Bild zu diesem Denkmal hochladen | Mietshaus in ehemals geschlossener Bebauung | Helenenstraße 16 (Karte)                                 | um 1905                                          | baugeschichtlich von Bedeutung, gründerzeitliche Klinkerfassade Klinkerfassade mit Putzflächen, Haustür und Ladenfront original | 09233176 |
| Direkt Bild zu diesem Denkmal hochladen | Mietshaus in geschlossener Bebauung | Helenenstraße 17 (Karte)                                 | um 1905                                          | baugeschichtlich von Bedeutung, gründerzeitliche Klinkerfassade Klinkerfassade, Erdgeschoss verputzt, teilweise Ladenfront erhalten, Tordurchfahrt | 09233177 |
| Direkt Bild zu diesem Denkmal hochladen | Treppenanlage eines Mietshauses | Helenenstraße 19 (Karte)                                 | 1888–1889, lt. Bauakte                           | sehr seltene Eisentreppe von baugeschichtlichem Wert Zweiläufige gusseiserne Treppenanlage, Setzstufen Eisen durchbrochen (ornamentale Verzierung), Trittstufen Holz, Geländer Eisen, Handlauf Holz, auf Podesten ehemalige Gaslaternen auf hohen Ständern, die im Geländer integriert sind, neoklassizistische Schmuckformen u. a. Akanthusblätter, Voluten, Kanneluren, nur wenige Beispiele dieser Treppenanlagen im Regierungsbezirk Chemnitz bekannt, daher hoher baugeschichtlicher Wert. | 09233085 |
| Direkt Bild zu diesem Denkmal hochladen | Mietshaus in geschlossener Bebauung | Helenenstraße 21 (Karte)                                 | um 1915                                          | mit Laden, baugeschichtlich von Bedeutung, im Reformstil der Zeit um 1910 Erdgeschoss leicht verändert, Fassadenornamentik erhalten, figürlicher Schmuck im Erdgeschoss zwischen Schaufenstern mit Hinweis auf Verkaufsangebot z. B. Butterfass | 09233178 |
| Direkt Bild zu diesem Denkmal hochladen | Mietshaus in Ecklage | Helenenstraße 38 (Karte)                                 | 1905                                             | baugeschichtlich von Bedeutung, Gründerzeitgebäude | 09233179 |
| Direkt Bild zu diesem Denkmal hochladen | Doppelwohnhaus in geschlossener Bebauung konzipiert | Helenenstraße 57; 59 (Karte)                             | um 1870                                          | baugeschichtlich von Bedeutung, gründerzeitliche Putzfassade von klassizistischer Wirkung Schöne Haustür erhalten, schlichte Putzbauten mit zeittypischem Fassadendekor | 09233182 |
| Direkt Bild zu diesem Denkmal hochladen | Wohnhaus | Helenenstraße 63 (Karte)                                 | um 1792                                          | baugeschichtlich von Bedeutung, mit Fachwerk-Obergeschoss, Erdgeschoss massiv, Tür fehlt, guter Bauzustand | 09233184 |
| Direkt Bild zu diesem Denkmal hochladen | Wohnhaus | Helenenstraße 65 (Karte)                                 | um 1792                                          | baugeschichtlich und stadtentwicklungsgeschichtlich von Bedeutung, mit verputztem Fachwerk-Obergeschoss, Türgewände erhalten, um 1830 | 09233185 |
| Direkt Bild zu diesem Denkmal hochladen | Wohnhaus mit Läden | Helenenstraße 67 (Karte)                                 | um 1792                                          | baugeschichtlich und stadtentwicklungsgeschichtlich von Bedeutung, mit Fachwerk-Obergeschoss Obergeschoss Fachwerk verputzt, Bauveränderungen | 09233186 |
|                                         | Meilenstein | Hohensteiner Straße (Ecke Chemnitzer Straße) (Karte)     | 19. Jh. (Meilenstein)                            | verkehrsgeschichtlich von Bedeutung | 09233203 |
|                                         | Elektrizitätswerk | Hohensteiner Straße 5; 7; 9 (Karte)                      | 1908                                             | ortsgeschichtlich von Bedeutung, Sockel Zyklopenmauerwerk, darüber rote Klinker, abgesetzt mit gelben Klinkern und grünen glasierten Ziegeln an Fenstern | 09233189 |
|                                         | Berufsschule | Hohensteiner Straße 21 (Karte)                           | um 1910                                          | baugeschichtlich und ortsgeschichtlich von Bedeutung, im Reformstil der Zeit um 1910 Neue Plastikfenster; Gebäude in Ecklage | 09233188 |
|                                         | Mietshaus in ehemals geschlossener Bebauung | Hohensteiner Straße 23 (Karte)                           | Bezeichnet mit 1906                              | baugeschichtlich von Bedeutung, gründerzeitliche Klinkerfassade mit Laden, Erdgeschoss verändert dreigeschossiges Mietshaus in geschlossener Bebauung | 09233190 |
|                                         | Mietshaus in halboffener Bebauung | Hohensteiner Straße 26 (Karte)                           | um 1906                                          | baugeschichtlich von Bedeutung, gründerzeitliche Klinkerfassade dreigeschossiges Wohnhaus in Ecklage und halboffener Bebauung | 09233192 |
|                                         | Mietshaus in halboffener Bebauung | Hohensteiner Straße 27 (Karte)                           | Bezeichnet mit 1905                              | baugeschichtlich von Bedeutung, gründerzeitliche Klinkerfassade Klinkermischbau; dreigeschossiges Mietshaus in geschlossener Bebauung | 09233193 |
|                                         | Mietshaus in halboffener Bebauung | Hohensteiner Straße 28 (Karte)                           | 1906                                             | baugeschichtlich von Bedeutung, gründerzeitliche Klinkerfassade Klinker, Erdgeschoss Putz; dreigeschossiges Mietshaus in halboffener Bebauung | 09233194 |
|                                         | Mietshaus in halboffener Bebauung | Hohensteiner Straße 29 (Karte)                           | Bezeichnet mit 1905                              | baugeschichtlich von Bedeutung, gründerzeitliche Klinkerfassade dreigeschossiges Mietshaus in halboffener Bebauung | 09233195 |
|                                         | Mietshaus in halboffener Bebauung | Hohensteiner Straße 30 (Karte)                           | um 1905                                          | baugeschichtlich von Bedeutung, gründerzeitliche Klinkerfassade Klinkermischbau; dreigeschossiges Mietshaus in halboffener Bebauung | 09233196 |
|                                         | Mietshaus in halboffener Bebauung | Hohensteiner Straße 31 (Karte)                           | 1904                                             | baugeschichtlich von Bedeutung, gründerzeitliche Klinkerfassade dreigeschossiges Mietshaus in halboffener Bebauung | 09233197 |
|                                         | Mietshaus in halboffener Bebauung | Hohensteiner Straße 32 (Karte)                           | um 1905                                          | baugeschichtlich von Bedeutung, gründerzeitliche Klinkerfassade Klinkermischbau; dreigeschossiges Mietshaus in halboffener Bebauung | 09233198 |
|                                         | Mietshaus in halboffener Bebauung | Hohensteiner Straße 33 (Karte)                           | Bezeichnet mit 1904                              | baugeschichtlich von Bedeutung, gründerzeitliche Klinkerfassade dreigeschossiges Mietshaus in halboffener Bebauung | 09233199 |
|                                         | Mietshaus in halboffener Bebauung | Hohensteiner Straße 34 (Karte)                           | um 1905                                          | baugeschichtlich von Bedeutung, gründerzeitliche Klinkerfassade Klinkermischbau, Erdgeschoss und Giebel verputzt; dreigeschossiges Mietshaus in halboffener Bebauung, mit Laden | 09233200 |
|                                         | Wohnhaus in offener Bebauung | Hohensteiner Straße 36 (Karte)                           | um 1900                                          | baugeschichtlich von Bedeutung, Gründerzeitgebäude mit Schwebegiebel Putzbau mit Schwebegiebel | 09233201 |
|                                         | Mietshaus in Ecklage | Hohensteiner Straße 37 (Karte)                           | um 1905                                          | baugeschichtlich und städtebaulich von Bedeutung, Gründerzeitgebäude, repräsentative Eckgestaltung mit Erker Klinkermischbau | 09233202 |
| Direkt Bild zu diesem Denkmal hochladen | Zwei Hinterglasmalerei-Decken eines Fleischerladens in einem Wohnhaus | Hohensteiner Straße 51 (Karte)                           | nach 1900 (Ladenausstattung)                     | von handwerklich-künstlerischem Wert Hinterglasmalerei-Decken, heute Metzgerei Wagner | 09232530 |
| Direkt Bild zu diesem Denkmal hochladen | Einzeldenkmale der Sachgesamtheit Friedhof Limbach: Feierhalle, Friedhofsmauer mit Tor, Kriegerdenkmal für die Gefallenen des Ersten Weltkrieges, Gräberfeld für die Gefallenen des 2. Weltkrieges, sowjetischer Ehrenhain als Begräbnisort von 56 Kriegsgefangenen und anderen Opfern aus der UdSSR, Denkmal für die Opfer des Faschismus (KZ-Opfer), Grabmale Fam. Ewald Richter, Fabrikant Arthur Schaarschmidt, Fam. Delling, Fam. Leppert, Fam. Alfred Weber, Walther Werner, Fam. Fritzsching, Oberlehrer und Heimatforscher Paul Fritzsching, Heimatforscher und Denkmalpfleger Karl Fritzsching und Fam. Louis Schulze (siehe auch Sachgesamtheit 09303419) | Hohensteiner Straße 86 (Karte)                           | 1886 (Friedhof)                                  | baugeschichtlich und ortsgeschichtlich von Bedeutung - Ehrendenkmal für die Gefallenen des Ersten Weltkrieges, Entwurf von Architekt Schönfeld, Leipzig, 1922 - Gräberfeld für die Gefallenen des 2. Weltkrieges, – Ehrendenkmal für die Gefallenen der Sowjet-Armee, geweiht 1948 - Familienstätten: Fam. Ewald Richter, Arthur Schaarschmidt, Fabrikant, Fam. Delling, Fam. Leppert, Fam. Alfred Weber, Walther Werner, Fam. Fritzsching, Paul Fritzsching, Oberlehrer und Heimatforscher, verst. 1947, Karl Fritzsching, verst. 1976, Heimatforscher und Denkmalpfleger, Fam. Louis Schulze - Feierhalle, Friedhofsmauer mit Tor - Grabeinfriedungen, Schmiedeeisen, entlang der Friedhofsmauer Richtung Pleißa und Hohensteiner Straße - Denkmal für die Opfer des Faschismus (KZ-Opfer und sowjetische Kriegsgefangene), Denkmal für die Opfer des Faschismus: eine Stele und fünf Steinplatten aus Rochlitzer Porphyrtuff mit Inschriften, Inschrift auf Stele: „Nie vergessen“ und „Unseren... sowie den namenlosen Opfern. Die Stadt Limbach-Oberfrohna“, Inschriften auf Steinplatten: Namen in kyrillischer Schrift | 09232945 |
| Direkt Bild zu diesem Denkmal hochladen | Sachgesamtheit Friedhof Limbach, mit folgenden Einzeldenkmalen: Feierhalle, Friedhofsmauer mit Tor, Kriegerdenkmal für die Gefallenen des Ersten Weltkrieges, Gräberfeld für die Gefallenen des 2. Weltkrieges, sowjetisches Ehrenmal, Denkmal für die Opfer des Faschismus (KZ-Opfer und sowjetische Kriegsgefangene), Grabmale Fam. Ewald Richter, Fabrikant Arthur Schaarschmidt, Fam. Delling, Fam. Leppert, Fam. Alfred Weber, Walther Werner, Fam. Fritzsching, Oberlehrer und Heimatforscher Paul Fritzsching, Heimatforscher und Denkmalpfleger Karl Fritzsching und Fam. Louis Schulze (siehe Einzeldenkmale 09232945) sowie gärtnerisch gestaltete Friedhofsanlage (Gartendenkmal) und schmiedeeiserne Grabeinfriedungen entlang der Friedhofsmauer Richtung Pleißa und Hohensteiner Straße (Sachgesamtheitsteile) | Hohensteiner Straße 86 (Karte)                           | 1886                                             | baugeschichtlich und ortsgeschichtlich von Bedeutung - Ehrendenkmal für die Gefallenen des Ersten Weltkrieges, Entwurf von Architekt Schönfeld, Leipzig, 1922 - Gräberfeld für die Gefallenen des 2. Weltkrieges, – Ehrendenkmal für die Gefallenen der Sowjet-Armee, geweiht 1948 - Familienstätten: Fam. Ewald Richter, Arthur Schaarschmidt, Fabrikant, Fam. Delling, Fam. Leppert, Fam. Alfred Weber, Walther Werner, Fam. Fritzsching, Paul Fritzsching, Oberlehrer und Heimatforscher, verst. 1947, Karl Fritzsching, verst. 1976, Heimatforscher und Denkmalpfleger, Fam. Louis Schulze - Feierhalle, Friedhofsmauer mit Tor, – Grabeinfriedungen, Schmiedeeisen, entlang der Friedhofsmauer Richtung Pleißa und Hohensteiner Straße - Denkmal für die Opfer des Faschismus (KZ-Opfer und sowjetische Kriegsgefangene), Denkmal für die Opfer des Faschismus: eine Stele und fünf Steinplatten aus Rochlitzer Porphyrtuff mit Inschriften, Inschrift auf Stele: „Nie vergessen“ und „Unseren... sowie den namenlosen Opfern. Die Stadt Limbach-Oberfrohna“, Inschriften auf Steinplatten: Namen in kyrillischer Schrift | 09303419 |
|                                         | Wohnhaus (mit fünf Eingängen) in offener Bebauung, mit Vorgarten und Einfriedung | Humboldtstraße 1; 3; 5; 7; 9 (Karte)                     | um 1925                                          | baugeschichtlich von Bedeutung, im traditionalistischen Stil der 1920er Jahre, Teil einer Wohnanlage mit Gebäuden an Dr.-Goerdeler-Straße und Ludwig-Richter-Straße Fünf Hauseingänge, Klinkersockel und Haustür-Einfassungen, Beet-Einfassung | 09233225 |
| Direkt Bild zu diesem Denkmal hochladen | Villa mit Garten und Einfriedung | Ingelheimer Straße 16 (Karte)                            | um 1930                                          | zeittypischer Putzbau in gutem Originalzustand, baugeschichtlich von Bedeutung zweigeschossig, Mittelrisalit, Fensterläden mit Jalousie im Obergeschoss, Walmdach, großer Dacherker mit Satteldach, verschiefert, Hauseingang gestalterisch betont, Erker, Resten der Einfriedung (Pfeiler) | 09233086 |
| Weitere Bilder                          | Hotel Hirsch (Hotel, heute Stadthalle) | Jägerstraße 2 (Karte)                                    | 1826                                             | baugeschichtlich und ortsgeschichtlich von Bedeutung | 09233205 |
| Weitere Bilder                          | Amtsgericht, heute Stadtverwaltung | Jägerstraße 2a (Karte)                                   | 1851–1852 und 1892                               | baugeschichtlich und ortsgeschichtlich von Bedeutung, Gründerzeitgebäude; ehemaliges Amtsgericht, dreigeschossiges Gebäude in halboffener Bebauung mit gestuften Giebeln, seit dem 21. Jahrhundert Stadtverwaltung | 09233206 |
|                                         | Goetheschule (Schule) | Jägerstraße 2b (Karte)                                   | 1862                                             | baugeschichtlich und ortsgeschichtlich von Bedeutung, gründerzeitliches Schulgebäude Goetheschule, ehemals Bürgerschule I, nach Entwürfen von F. Meinig erbaut; Anbau Flügel 1874, Aula ohne Innenausstattung, zweiarmiges Treppenhaus, Fassadengliederung erhalten | 09233207 |
| Direkt Bild zu diesem Denkmal hochladen | Wohnhaus | Jägerstraße 5 (Karte)                                    | um 1880                                          | baugeschichtlich von Bedeutung, Läden im Erdgeschoss nach 1900, repräsentatives Dachhäuschen Erdgeschoss durch Laden verändert | 09233210 |
| Direkt Bild zu diesem Denkmal hochladen | Kronen-Apotheke (Wohnhaus in Ecklage, heute Apotheke) | Jägerstraße 9 (Karte)                                    | 1. Hälfte 19. Jh.                                | baugeschichtlich von Bedeutung, klassizistisches Gebäude, städtebaulich markante Lage Türgewände und Fassadengliederung erhalten | 09233211 |
| Direkt Bild zu diesem Denkmal hochladen | Wohn- und Geschäftshaus in Ecklage | Johannisplatz 2 (Karte)                                  | um 1905                                          | baugeschichtlich und städtebaulich von Bedeutung, repräsentatives Gründerzeitgebäude mit Eckerker Obergeschoss Klinker, Fensterüberdachungen, Erdgeschoss verändert | 09233213 |
| Direkt Bild zu diesem Denkmal hochladen | Wohnhaus in halboffener Bebauung | Johannisplatz 3 (Karte)                                  | um 1905                                          | baugeschichtlich und städtebaulich von Bedeutung, Gründerzeitgebäude mit überformter Fassade | 09233214 |
| Direkt Bild zu diesem Denkmal hochladen | Fabrik mit Einfriedung, Garten und Resten des Granitpflasters (Handschuhfabrik Emil Götze) | Karlstraße 10 (Karte)                                    | Ab 1887                                          | Fabrik bestehend aus mehreren (und allen) aneinandergebauten Baukörpern, die sich von der Karlstraße ausgehend entlang der Reinholdstraße aufreihen, Einfriedung in Granitpfosten und -sockeln mit schmiedeeisernen Feldern mit Einfahrten an der Karlstraße und an der Reinholdstraße (siehe Plan), Nebenanlage Garten mit großen alten Bäumen, bau-, orts- und industriegeschichtlich von Bedeutung | 09307221 |
| Weitere Bilder                          | Lutherkirche Oberfrohna (Kirche (mit Ausstattung) und Kirchplatz) | Karlstraße 15 (Karte)                                    | 1891–1893                                        | baugeschichtlich, ortsbildprägend und ortsgeschichtlich von Bedeutung, Klinkerbau im Stil der Neogotik, Architekt: Christian Gottfried Schramm, Dresden, beherrschende Lage über der Ortsbebauung (stark ausgebautes Waldhufendorf) Ziegelrohbau; mit bleiverglasten Kirchenfenstern, seit 1989 mit neuer Orgel | 09233263 |
| Direkt Bild zu diesem Denkmal hochladen | Villa mit Nebengebäude, Villengarten, Eckpavillon, Toreinfahrt und Einfriedung an der Frohnbachstraße | Karlstraße 22a (Karte)                                   | um 1915                                          | prächtiges Gebäude im Reformstil der Zeit um 1910, baugeschichtlich und ortsgeschichtlich von Bedeutung, Villa des ehemaligen Textilfabrikanten Grobe Reiche Innenausstattung: Lampen, Holzvertäfelung in Halle und Treppenbereich, Farbglasfenster, Putz geritzt, Fenster, Türen original, Nebengebäude: ehemaliger Pferdestall und Garagen, Gartenanlage, Eckpavillon, Mönch- und Nonnendachdeckung, Zaun, Fenstergitter, Teile der Umfriedung, über Hauseingang plastischer Schmuck: Putto | 09233159 |
| Direkt Bild zu diesem Denkmal hochladen | Villa und Nebengebäude sowie Villengarten und Einfriedung | Karlstraße 27 (Karte)                                    | um 1909                                          | baugeschichtlich und ortsgeschichtlich von Bedeutung, im Reformstil der Zeit um 1910 Am Wasserbecken im Garten, Initiale „CG“, vermutlich ehemalige Fabrikantenvilla, vermutlich Gröbe, Zaunpfeiler, Zaun, figürlicher Schmuck am Eingang | 09233215 |
| Direkt Bild zu diesem Denkmal hochladen | Mietshaus in geschlossener Bebauung | Kellerberg 5 (Karte)                                     | um 1860                                          | baugeschichtlich von Bedeutung, gründerzeitliche Fassade noch von klassizistischer Wirkung Originalzustand, Innenausstattung: Türen, Beschläge, Treppengeländer Originalbestand, Kassettendecke, Jugendstil-Zwischentür | 09233300 |
| Direkt Bild zu diesem Denkmal hochladen | Mietshaus in geschlossener Bebauung | Kellerberg 7 (Karte)                                     | 1852                                             | baugeschichtlich und städtebaulich von Bedeutung, schlichte gründerzeitlicher Putzfassade, platzbildprägende Lage am Ludwigsplatz | 09233301 |
| Direkt Bild zu diesem Denkmal hochladen | Post- und Fernmeldeamt (Postamt) | Kellerberg 15 (Karte)                                    | 1879–1880 (Postamt)                              | baugeschichtlich von Bedeutung, repräsentativer Neorenaissancebau Post- und Fernmeldeamt, Klinkerfassade mit Eckquaderung, Sockel Zyklopenmauerwerk | 09233302 |
| Direkt Bild zu diesem Denkmal hochladen | Eisenbahnbrücke | Kellerwiese (Karte)                                      | 1911–1912                                        | baugeschichtlich, verkehrsgeschichtlich, technikhistorisch und städtebaulich von Bedeutung, sechsbogige Betonbrücke, eines der frühen Betonbauwerke in Sachsen | 09233216 |
|                                         | Mietshaus | Lessingstraße 3 (Karte)                                  | 1906                                             | nach rechts in geschlossener Bebauung, Erdgeschoss Putz, die beiden Obergeschosse Klinker mit Putzgliederung, mittleres Dachhaus, gleiche Fassade wie Nummer 5, baugeschichtlicher Wert Bauherr wie bei Nummer 5 Otto Zimmer aus Chemnitz-Hilbersdorf. Zwei Wohnungen auf der Etage. | 09306623 |
|                                         | Mietshaus | Lessingstraße 5 (Karte)                                  | 1906                                             | nach links in geschlossener Bebauung, Erdgeschoss Putz, die beiden Obergeschosse Klinker mit Putzgliederung, mittleres Dachhaus, gleiche Fassade wie Nummer 3, baugeschichtlicher Wert Bauherr wie bei Nummer 3 Otto Zimmer aus Chemnitz-Hilbersdorf. Zwei Wohnungen auf der Etage. | 09306624 |
| Direkt Bild zu diesem Denkmal hochladen | Villa mit Garten und Resten der Einfriedung | Lindenstraße 2 (Karte)                                   | 1910                                             | schlichter zeittypischer Putzbau mit gut erhaltener Innenausstattung, im Reformstil der Zeit um 1910, baugeschichtlich von Bedeutung Zweigeschossig, einige Fassadenvorsprünge, überdachter Eingang, Balkon, umlaufendes Gurtgesims, Walmdach mit verschiedenartigen Gauben, im Inneren schöne Holztreppe mit verziertem Geländer, originale Türen, Wandvertäfelungen, Einbauschränke, einfache Putzstuckverzierungen. | 09233082 |
|                                         | Wohnhaus mit fünf Eingängen | Ludwig-Richter-Straße 15; 17; 19; 21; 23 (Karte)         | um 1925                                          | baugeschichtlich von Bedeutung, im traditionalistischen Stil der 1920er Jahre, Teil einer Wohnanlage mit Gebäuden an Dr.-Goerdeler-Straße und Humboldtstraße Fünf Hauseingänge, Klinkersockel und -hauseingänge | 09233224 |
| Direkt Bild zu diesem Denkmal hochladen | Mietshaus in geschlossener Bebauung | Ludwigsplatz 3 (Karte)                                   | um 1860                                          | baugeschichtlich und städtebaulich von Bedeutung, zweigeschossiges Gründerzeitgebäude im neogotischen Stil | 09233221 |
| Direkt Bild zu diesem Denkmal hochladen | Mietshaus in geschlossener Bebauung | Ludwigsplatz 4 (Karte)                                   | um 1860                                          | mit Laden, baugeschichtlich und städtebaulich von Bedeutung, zweigeschossiges Gründerzeitgebäude im neogotischen Stil | 09233222 |
| Direkt Bild zu diesem Denkmal hochladen | Villa mit Garage | Lutherstraße 7 (Karte)                                   | 1930er Jahre                                     | baugeschichtlich von Bedeutung, im traditionalistischen Stil der 1920er/1930er Jahre | 09233204 |
| Weitere Bilder                          | Wohnhaus, ehemalige Brauerei | Markt 3 (Karte)                                          | 1571–1754                                        | baugeschichtlich und ortsgeschichtlich von Bedeutung Stark überformt, historischer Standort; Die kleine Fabrik hat über die Jahrhunderte stets Bier gebraut. In den Felsen wurde eine Lagerhalle geschlagen, die nach Voranmeldung besichtigt werden kann. Das Ausschankgebäude zum Markt hin orientiert, besteht im 21. Jahrhundert als Hotel und als Restaurant Lay. | 09233226 |
| Direkt Bild zu diesem Denkmal hochladen | Wohnhaus in geschlossener Bebauung | Markt 8 (Karte)                                          | Mitte 19. Jh.                                    | baugeschichtlich von Bedeutung, regionaltypischer schlichter Putzbau mit Mansarddach mit Laden, Mansarddach mit Dachaufbauten, Ladeneinbau beeinträchtigt | 09233228 |
|                                         | Wasserturm | Marktsteig (Flurstück 395) (Karte)                       | 1926–1927                                        | baugeschichtlich, versorgungsgeschichtlich und ortsgeschichtlich von Bedeutung, von neoklassizistischer und expressionistischer Wirkung Bis heute ist der 1926/27 nach einem Entwurf des Limbacher Oberstadtbaumeisters Haupt am Marktsteig gebaute Wasserturm als Zwischenspeicher in Betrieb. Sein 500 m³ fassender Stützbodenbehälter versorgt v. a. Industriebetriebe mit Betriebswasser. Über ein hohes, mit Natursteinen verkleidetes Plateau, dem östlich ein Vorhaus vorgelagert ist, erfolgt die Erschließung des 30 m hohen Turmes. Er ist in markant expressionistischen Formen über oktogonalem Grundriss errichtet. Konstruktiv handelt es sich um einen Stahlbetonskelettbau mit Ziegelmauerwerksfüllung, der von der Leipziger Firma Richter, Kammerling und Co. Ausgeführt wurde. Der Turm ist über zwei stark gegliederte, ausladende Gesimse, die sich über die von Lisenen betonten Ecken des Oktogons verkröpfen, in drei Geschosse gegliedert. Der untere Bereich des ziegelrot gefassten, verputzten Turmschaftes weist in zwei Ebenen allseitig Fenster auf, die mit expressionistischen Dreiecksverdachungen verziert sind. Darüber befindet sich das fensterlose Behältergeschoss, bevor der Turmkopf oberhalb des zweiten Gesimses leicht nach innen verspringt. Lanzettförmige Fenster sorgen für Belichtung, das abschließende flache Zeltdach kragt weit aus und wird von einer Turmspitze bekrönt. Die expressive Form des Turmes wird durch die kontrastierende Farbfassung – Rot auf den Wandflächen und hell abgesetzte Lisenen mit Quadergliederung – verstärkt. Ein hoher baukünstlerischer Anspruch zeigt sich zusätzlich an den an Kanten des Plateaus angeordneten, weißen Wasserspeiern, die als Fabelwesen bzw. Tierköpfe gestaltet sind. Im Inneren des Turmes ist im Zuge der letzten Sanierung 2005 die Farbfassung der 1950er Jahre erhalten geblieben. In mehreren Schaubildern ist dort die Geschichte der Wassergewinnung dargestellt. Als bis heute betriebener Wasserspeicher ist der Wasserturm Limbach-Oberfrohna ein technisches Denkmal von hohem ortsgeschichtlichem und versorgungsgeschichtlichem Wert. Seine hohe gestalterische Qualität macht ihn zusätzlich baugeschichtlich bedeutend. | 09233230 |
| Direkt Bild zu diesem Denkmal hochladen | Mietshaus in Ecklage und in geschlossener Bebauung | Marktstraße 2 (Karte)                                    | 1908                                             | mit Laden, baugeschichtlich und städtebaulich von Bedeutung, historistisch wirkende Klinkerfassade, platzbildbeherrschende Lage am Markt Weißer Klinker, Kunststeinverkleidung im Erdgeschoss, vermutlich erbaut von Bäcker Ebersbach | 09233231 |
|                                         | Wohnhaus in Ecklage und Nebengebäude im Hof | Moritzstraße 10 (Karte)                                  | 1910–1915 (Garagenanbauten)                      | baugeschichtlich und städtebaulich von Bedeutung, straßenbildprägender Erker an der Giebelseite Älterer Baukörper um 1830, mit Türgewände und Haustür, Eckhaus und Garagenanbauten um 1910 bis 1915, Innenausstattung erhalten: Treppengeländer, Wohnungstüren, Seitengebäude: angebaut mit Garagen, Arkaden mit Säulen und flachem Kreuzgewölbe, Holzerker, Farbglasfenster, erbaut von Kaufmann Paul Kluge – 1904/05 | 09233261 |
| Weitere Bilder                          | Postamt und Nebengebäude im Hof | Moritzstraße 13 (Karte)                                  | 1911                                             | baugeschichtlich und ortsgeschichtlich von Bedeutung, im Reformstil der Zeit um 1910 Obergeschoss ursprünglich verschiefert, heute Asbestschiefer | 09233233 |
|                                         | Wohn- und Geschäftshaus in Ecklage | Moritzstraße 18 (Karte)                                  | um 1910                                          | baugeschichtlich und städtebaulich von Bedeutung, historistische Klinkerfassade, straßenbildprägende Eckausbildung mit Erker Klinkerfassade – weiße Klinker, Erdgeschoss verputzt | 09233235 |
| Direkt Bild zu diesem Denkmal hochladen | Oberlaube an einem Seitengebäude eines ehemaligen Vierseithofes | Oberer Gutsweg 2 (Karte)                                 | um 1800                                          | baugeschichtlich von Bedeutung, Seltenheitswert | 09233236 |
| Weitere Bilder                          | Bahnhofs-Empfangsgebäude mit Bahnsteigüberdachung | Ostring (Karte)                                          | 1871                                             | baugeschichtlich und verkehrsgeschichtlich von Bedeutung, historistisch Reste Putzquaderung erhalten, Fenster teilweise original, besonders Schalterhalle mit Ausstattung, Decke tonnengewölbt, Überdachung Holz vor Haupteingang, Treppenhaus mit dreiarmiger Treppe | 09233262 |
|                                         | Mietshaus in Ecklage und halboffener Bebauung | Oststraße 16 (Karte)                                     | 1905/1907                                        | baugeschichtlich von Bedeutung, gründerzeitliche Klinkerfassade Klinkermischbau | 09233237 |
|                                         | Mietshaus in Ecklage und halboffener Bebauung | Oststraße 18 (Karte)                                     | um 1905                                          | baugeschichtlich von Bedeutung, gründerzeitliche Klinkerfassade Mischbau, ursprünglich Laden, Erdgeschoss verändert | 09233238 |
|                                         | Gedenkstein für Johann Esche | Paul-Fritzsching-Platz (Park An der Stadtkirche) (Karte) | 19. Jh.                                          | ortsgeschichtlich von Bedeutung, Erinnerung an den Begründer der Textilindustrie in Limbach, den Strumpf-Fabrikanten Johann Esche (1682–1752); Aufschrift: „Dem Begründer der Sächsischen Wirkerei Johann Esche...“ | 09233239 |
| Direkt Bild zu diesem Denkmal hochladen | Wohnhaus | Peniger Straße 1 (Karte)                                 | um 1910                                          | Eckhaus, baugeschichtlich von Bedeutung, historistische Fassade, hervorgehobene Eckgestaltung | 09233247 |
| Direkt Bild zu diesem Denkmal hochladen | Wohnanlage, bestehend aus drei Wohnhäusern (Nr. 31/33, Nr. 35/37/39, Nr. 41/43) und einer Pergola an der Zufahrt | Peniger Straße 31; 33; 35; 37; 39; 41; 43 (Karte)        | 1929                                             | baugeschichtlich von Bedeutung, Wohnhof des Spar- und Bauvereins, im traditionalistischen Stil der 1920er Jahre mit Anklängen an die Neue Sachlichkeit Wohnhof des Spar- und Bauvereins | 09233241 |
| Direkt Bild zu diesem Denkmal hochladen | Eisenbahnbrücke über die Pestalozzistraße | Pestalozzistraße (Karte)                                 | um 1913                                          | Stahlvollwandträgerkonstruktion in gutem Originalzustand von technikgeschichtlicher Bedeutung Brücke der Eisenbahnstrecke Chemnitz-Limbach-Oberfrohna, Stahlvollwandträgerkonstruktion genietet, zwei Widerlager aus Stampfbeton, oben liegender Trog, Brückengeländer erhalten, Brücke ist bauzeitlich komplett überliefert | 09248145 |
| Direkt Bild zu diesem Denkmal hochladen | Villa | Pleißaer Straße 8 (Karte)                                | um 1912                                          | baugeschichtlich von Bedeutung, im Reformstil der Zeit um 1910 Heute Kindergarten | 09233249 |
|                                         | Albert-Schweitzer-Gymnasium (Schule und angebaute Turnhalle, Einfriedung des Schulhofs mit Eckpavillon) | Pleißaer Straße 10 (Karte)                               | 1912                                             | baugeschichtlich und ortsgeschichtlich von Bedeutung Mit Turnhalle, Hausmeisterwohnung, Umzäunung, Eckpavillon, bauplast. Schmuck, geweiht am 10. Juni 1912 | 09233250 |
| Direkt Bild zu diesem Denkmal hochladen | Villa mit Garten und Gartenhäuschen sowie Toreinfahrt und Einfriedung an der Albert-Einstein-Straße | Prof.-Willkomm-Straße 19 (Karte)                         | 1934–1935 (Villa)                                | baugeschichtlich von Bedeutung, im traditionalistischen Stil der 1920er/1930er Jahre, Architekten: Lossow & Kühne, Dresden Nähe Stadtbad, zeitweise Klinik, sogenannte Schmidt-Villa, mit hölzernem Gartenhäuschen | 09233141 |
| Weitere Bilder                          | Denkmal für die Opfer des Faschismus | Rathausplatz (Karte)                                     | bez. 1948 (Mahnmal)                              | Erinnerungsmal an antifaschistische Widerstandskämpfer, geschichtlich von Bedeutung bezeichnet 19. September 1948, OdF-Denkmal, Rochlitzer Porphyrtuff; Das Mahnmal besteht aus einem Postamentblock mit zwei abgesetzten reliefierten Schriftflächen. Über zwei nebeneinander angeordneten Namensfeldern, die die Namen von 15 ermordeten Widerstandskämpfern enthält (teilweise durch Vandalismus unleserlich), steht der Hinweis: „Tote die ewig mahnen“. Über dem Schriftblock wurde ein Würfel mit dem Zeichen für politisch Verfolgte, gekennzeichnet mit dem Roten Winkel, gearbeitet. Auf diesem Würfel befinden sich eine Flammenschale und eine Flamme, beides ebenfalls aus Sandstein geschlagen. Im Jahr 2015 hat der Stadtrat beschlossen, den bisherigen Rathausplatz so umzugestalten, dass der Verkehr flüssiger läuft. Zum Mahnmal heißt es: „Das Denkmal wird verlegt und findet in dem neu angelegten, zum Verweilen einladenden Park einen neuen Standort. Die Fußwege sollen rings um das Areal verlaufen und das platzprägende Wegekreuz erhalten bleiben.“. | 09233251 |
| Weitere Bilder                          | Sachgesamtheit Rittergut Limbach (heute Rathaus), bestehend aus folgenden Einzeldenkmalen: Herrenhaus, Wirtschaftsgebäuden und ehemaliger Fronfeste (siehe Einzeldenkmale 09233252) | Rathausplatz 1 (Karte)                                   | 1570–1700                                        | stadtgeschichtlich und baugeschichtlich bedeutsames Bauwerk, Renaissancegebäude Rathaus-Umbau Anfang 20. Jh. durch Theodor Veil, Aachen; Einige Gebäudeteile des früheren Gutshausensembles dienen seit dem 20. Jahrhundert als Sitz der Stadtverwaltung. Auf dem großzügigen Innenhof befindet sich ein Tiefbrunnen mit einer Löwenskulptur aus Sandstein. Weiterhin ließ die Sächsische Landesregierung hier im Jahr 2009 eine Gedenkstele aufstellen, die an die friedliche Revolution in der DDR im Jahr 1989 erinnert und unter anderem den Ruf Wir sind das Volk kolportiert. - Herrenhaus: dreigeschossig langgestreckt, Satteldach, 1570 erbaut, mehrfach verändert, einschließlich der Wirtschaftsgebäude - ehemalige Fronfeste: integraler Bestandteil des ehemaligen Rittergutes, heute Teil des Rathauses, eingeschossiges bzw. hangseits zweigeschossiger Putzbau mit Fenster- und Türgewänden aus Beutenberger Porphyrtuff, abgeschlossen durch Mansard- bzw. Krüppelwalmdach. | 09233303 |
| Weitere Bilder                          | Einzeldenkmale der Sachgesamtheit Rittergut Limbach: Herrenhaus, Wirtschaftsgebäude und ehemalige Fronfeste (siehe auch Sachgesamtheit 09233303) | Rathausplatz 1 (Karte)                                   | 1570                                             | stadtgeschichtlich und baugeschichtlich bedeutsam, Renaissancegebäude - Herrenhaus: Rathaus-Umbau Anfang 20. Jh. durch Theodor Veil, Aachen, dabei das Sitznischenportal 1939 nachgebildet, dreigeschossig langgestreckt, Satteldach, 1570 erbaut, mehrfach verändert, einschließlich der Wirtschaftsgebäude, - ehemalige Fronfeste: integraler Bestandteil des ehemaligen Rittergutes, heute Teil des Rathauses, eingeschossiger bzw. hangseits zweigeschossiger Putzbau mit Fenster- und Türgewänden aus Beutenberger Porphyrtuff, abgeschlossen durch Mansard- bzw. Krüppelwalmdach, | 09233252 |
| Direkt Bild zu diesem Denkmal hochladen | Wohnhaus mit zwei Eingängen | Rußdorfer Straße 6; 8 (Karte)                            | um 1925                                          | baugeschichtlich von Bedeutung, Anklänge an den Stil der Neuen Sachlichkeit, bemerkenswerte Eckausbildung Putzfassade, Klinkersockel, Ecklage mit Erker, ehemals Laden | 09233253 |
| Direkt Bild zu diesem Denkmal hochladen | Feuerwache | Rußdorfer Straße 12 (Karte)                              | 1926 (Feuerwache)                                | baugeschichtlich von Bedeutung, im Art-déco-Stil | 09233255 |
| Direkt Bild zu diesem Denkmal hochladen | Fabrikkomplex | Sachsenstraße 3 (Karte)                                  | 1853–1854 (Fabrikgebäude Albert-Einstein-Straße) | ortsgeschichtlich von Bedeutung, Erweiterungsbau des ehemaligen Manufaktur- und Fabrikationsgebäudes Gebr. Esche (Albert-Einstein-Straße 3, siehe dort) 1853–1854 Fabrikgebäude Albert-Einstein-Straße 2a, für Fabrikant Samuel Esche errichtet, 1878 Erweiterungsbau Sachsenstraße 3 durch Fabrikant Reinhold Esche | 09232529 |
| Direkt Bild zu diesem Denkmal hochladen | Wohnhaus mit Garten und Einfriedung | Sachsenstraße 7 (Karte)                                  | um 1880                                          | zeittypische gründerzeitliche Fabrikantenvilla von baugeschichtlicher Bedeutung, mit Resten eines durch Rhododendren geprägten Gartens - Einfriedung: nur Nebenanlage – kein Einzeldenkmal!, entlang der Straße mit Zaunpfeilern in gemischte Bauweise (Beton, teilweise Ziegel mit Natursteinverblendung) sowie Eisenzaun - Garten: nur Nebenanlage – kein Gartendenkmal!, Reste der Gestaltungselemente wie Sitzecke, Wegeführung Treppen und zahlreiche Rhododendren und Azaleen sowie alter Baumbestand in einem Teil des zur Villa gehörenden Grundstückes - Villa: zweigeschossiger Klinkerbau über unregelmäßigem Grundriss, roter Klinker, Sockel Porphyrtuff-Polygonmauerwerk sowie Sandstein, Fassade dekoriert durch gelbe Klinkerbinderschichten, unterschiedliche Fensterformate, Fenster nicht original erhalten, halbrunder Vorbau hofseitig, Mansardwalmdach mit originalen Gauben, diese mit Natursteinverblendung und Segmentbogenverdachungen, originale Haustür: zweiflügelig mit Glaseinsätzen, Ziervergitterung sowie Oberlicht - Nebengebäude kein Denkmal, Gartenteil und Einfriedung Nebenanlagen – keine Einzeldenkmale | 09233259 |
| Direkt Bild zu diesem Denkmal hochladen | Wohnhaus | Sachsenstraße 24 (Karte)                                 | um 1880, später überformt                        | baugeschichtlich von Bedeutung, klassischer Aufbau | 09233260 |
| Direkt Bild zu diesem Denkmal hochladen | Verwaltungsgebäude und Fabrik mit Turm an der Querstraße | Sachsenstraße 31 (Karte)                                 | 1927 (Fabrikgebäude)                             | baugeschichtlich und ortsgeschichtlich von Bedeutung, Fabrik der ehemaligen Firma Saupe, Wirkmaschinenherstellung, gründerzeitlicher Verwaltungsbau, Fabrik im Stil der Neuen Sachlichkeit Maschinenfabrik, Fabrikgebäude: Klinkerfassade mit Turm, Verwaltungsgebäude: verputzt, reiche Fassadengliederung, Zwerchgiebel verändert, Stuckdecken | 09233258 |
| Direkt Bild zu diesem Denkmal hochladen | Städtisches Gaswerk | Straße des Friedens 8 (Karte)                            | 1896, später erweitert                           | Komplex aus Klinkerbauten, baugeschichtlich und ortsgeschichtlich von Bedeutung | 09233264 |
| Direkt Bild zu diesem Denkmal hochladen | Armenhaus, heute Wohnhaus | Straße des Friedens 11 (Karte)                           | 1. Hälfte 19. Jh.                                | baugeschichtlich und ortsgeschichtlich von Bedeutung | 09233266 |
| Direkt Bild zu diesem Denkmal hochladen | Handwerkerzeichen an Wohnhaus | Straße des Friedens 12a (Karte)                          | bez. 1938, viell. älter (19. Jh.)                | geschichtlich von Bedeutung, Firmenzeichen des Baugeschäfts Curt Sußig Firmenzeichen der Fa. Curt Sußig u.a., Baubetrieb | 09233265 |
| Direkt Bild zu diesem Denkmal hochladen | Ausstattung der Gaststätte „Stadt Wien“ in einem Wohnhaus | Straße des Friedens 14 (Karte)                           | um 1920                                          | vollständig erhaltene Gastwirtschafts-Ausstattung der 1920er Jahre, handwerklich-künstlerisch von Bedeutung Holzvertäfelung, Billardtisch, Baldachin, Tresen, Tische und Stühle, Parkett, außer Beleuchtung | 09233267 |
| Direkt Bild zu diesem Denkmal hochladen | Mietshaus nach rechts in geschlossener Bebauung | Straße des Friedens 20 (Karte)                           | um 1890                                          | mit Laden, baugeschichtlich von Bedeutung, prächtige gründerzeitliche Klinkerfassade im Stil der Neorenaissance Klinkerfassade, Sandsteingliederung. Zwischen 2010 und 2016 abgerissen. | 09233268 |
| Direkt Bild zu diesem Denkmal hochladen | Pfarrhaus mit Einfriedung | Straße des Friedens 80 (Karte)                           | bez. 1905–1906                                   | baugeschichtlich und ortsgeschichtlich von Bedeutung, stilistisch zwischen Historismus und Reformstil der Zeit nach 1900 Initiale „AD“, Bleiglasfenster vermutlich in Gemeindesaal, Zaunpfeiler, Türgewände Porphyr, Haustür original | 09233270 |
| Direkt Bild zu diesem Denkmal hochladen | Fabrikpark mit Steinbank, Postament mit Plastik und altem Baumbestand | Straße des Friedens 86 (bei) (Karte)                     | um 1900                                          | Ausstattungselemente des Parkes der Wirkwarenfabrik E.A. Kühn jr., ortsgeschichtlich und gartenkünstlerisch von Bedeutung, Gartenhaus 2010 oder eher abgebrannt, Ruine; Die Ausstattungselemente sind die Reste des für die Fabrik angelegten Parkes. Die Anlage war im Briefkopf der Firma zu erkennen. Gartenhaus abgebrannt, steht als Ruine. War in Holz, Oktogon mit Säulenportikus mit Dreiecksgiebel, hoch geschwungenes gebrochenes Dach, sprossengeteilte Scheiben, im Inneren originale Ausmalung mit feinen Ornamentfriesen, Gartenplastik: steinernes Postament mit Plinthe, darauf Plastik mit Putti, verbunden mit Blumenkranz, dazu große Blumenschale, Vorrichtung für Blumenkästen Fabrik ist Straße des Friedens 86 | 09248109 |
|                                         | Rathaus von Oberfrohna | Straße des Friedens 100 (Karte)                          | umgebaut 1924, im Kern älter (19. Jh.)           | baugeschichtlich und ortsgeschichtlich von Bedeutung, Fassaden geprägt vom Umbau im Stil der 1920er Jahre | 09233271 |
| Direkt Bild zu diesem Denkmal hochladen | Wohnhaus | Südstraße 7 (Karte)                                      | um 1910                                          | baugeschichtlich von Bedeutung, im Reformstil der Zeit um 1910 evtl. auch Wohn- und Kontorgebäude, Bleiglasfenster im Treppenhaus der Villa | 09233272 |
| Direkt Bild zu diesem Denkmal hochladen | Fabrikgebäude bestehend aus drei Gebäudeteilen | Südstraße 8a; 8b; 8c (Karte)                             | um 1910 (Eckbau)                                 | baugeschichtlich von Bedeutung, Eckgebäude im Stil der Späthistorismus, Fabrikanbauten mit Anklängen an den Stil der Neuen Sachlichkeit der 1920er Jahre Klinkerfassade, Textilbetrieb, heute Trikofashion AG | 09233273 |
| Direkt Bild zu diesem Denkmal hochladen | Einzeldenkmale der Wohnanlage Am Tor: zwei Reihenhäuser (mit jeweils sechs Eingängen 1–11 ungerade und 2–12 gerade) (siehe auch Sachgesamtheit 09233109) | Torweg 1; 2; 3; 4; 5; 6; 7; 8; 9; 10; 11; 12 (Karte)     | 1929 (Wohnhäuser)                                | städtebaulich und baugeschichtlich von Bedeutung, im traditionalistischen Stil der 1920er Jahre | 09233275 |
| Direkt Bild zu diesem Denkmal hochladen | Wohnhaus | Unterer Gutsweg 1a (Karte)                               | um 1930                                          | Einfamilien-Wohnhaus mit Zollinger-Dach (Bohlenbinderdach), vermutlich Holzhaus in Fertigteilbauweise, baugeschichtlich von Bedeutung Holz, Tonnendach, einfache Bauweise, als ein Beispiel dieser Bauweise | 09233288 |
| Direkt Bild zu diesem Denkmal hochladen | Wohnhaus, Seitengebäude und Scheune eines Dreiseithofes | Unterer Gutsweg 17 (Karte)                               | bez. 1817                                        | baugeschichtlich und wirtschaftsgeschichtlich von Bedeutung, Fachwerkbauten Kleiner Dreiseithof, moderner Zwischenbau zur Straße mit Flachdach und älteren Bauteilen, Fachwerk Giebel, verbretterter Schuppen, Garageneinbauten, zu große Fenster zum Teil, nicht besichtigt | 09233289 |
| Direkt Bild zu diesem Denkmal hochladen | Häusleranwesen | Unterer Gutsweg 18 (Karte)                               | 19. Jh.                                          | schlichtes Fachwerkhaus, teilweise massiv, von sozialgeschichtlichem Wert Obergeschoss Fachwerk verschiefert, Giebel massiv, eine Traufseite massiv, ohne Schuppen | 09233290 |
| Direkt Bild zu diesem Denkmal hochladen | Villa mit Einfriedung | Waldenburger Straße 14 (Karte)                           | um 1890 (Mietvilla)                              | baugeschichtlich von Bedeutung, Gründerzeitgebäude mit Putzfassade | 09233291 |
| Direkt Bild zu diesem Denkmal hochladen | Villa | Waldenburger Straße 16 (Karte)                           | um 1900                                          | baugeschichtlich von Bedeutung, Gründerzeitgebäude mit Klinkerfassade Klinkerfassade, Sockel, Zyklopenmauerwerk, Haustür und teilweise Fenster original, Zaun | 09233292 |
| Direkt Bild zu diesem Denkmal hochladen | Rudolf-Marek-Stein (Denkmal für Opfer des Faschismus) | Waldenburger Straße 60 (bei) (Karte)                     | 1958                                             | Rudolf-Marek-Stein, der 17 Jahre alte Marek 1932 von Faschisten ermordet, geschichtlich von Bedeutung Rudolf Marek: 17-jährig am 26. Juni 1932 von Faschisten ermordet, (Gedenktafel für B. und H. Granz – wo?) | 09233095 |
| Weitere Bilder                          | Fabrikkomplex mit Einfriedung | Weststraße 2; 4; 6 (Karte)                               | bez. 1882 (Fabrik)                               | baugeschichtlich und ortsgeschichtlich von Bedeutung, ehemals Firma Conradi & Friedemann, überwiegend im Jugendstil und Reformstil der Zeit um 1905, Architekt: Georg Wünschmann, Leipzig Mehrere Bauphasen, einheitliche Gestaltung, Treppenturm mit Glocke, Figurengruppe fehlt, Ernst Friedemann war Inhaber der Trikotagen-Firma Conradi; Das eindrucksvolle Gebäudeensemble wurde 1990 leergezogen, danach zur Turmpassage umgestaltet. Zwischen der zweiten und dritten Etage zieht sich rund um den Bau ein plastisch gestalteter farbiger Fries herum. Der quadratische Uhrenturm trägt außer den Zifferblättern auf jeder Seite eine Bronzeglocke. Eine dieser Glocken wird von einer Bronzefigur angeschlagen. | 09233234 |
| Direkt Bild zu diesem Denkmal hochladen | Wohn- und Bürogebäude in offener Bebauung | Weststraße 9 (Karte)                                     | um 1910                                          | baugeschichtlich von Bedeutung, im Reformstil der Zeit um 1910, evtl. Verwaltungsgebäude der Fa. Conradi & Friedemann (gegenüberliegend die Fabrikationsgebäude, siehe Weststraße 2–6) Giebelbereich Initialen „C F“, Wohnhaus der Fabrik Conradi & Friedemann | 09233294 |
| Direkt Bild zu diesem Denkmal hochladen | Ehemaliges Kesselhaus | Weststraße 11 (Karte)                                    | 1913                                             | baugeschichtlich und technikgeschichtlich von Bedeutung, gehört zur gegenüberliegenden Fabrik Conradi & Friedemann Fenster im Putz imitiert | 09233295 |
| Direkt Bild zu diesem Denkmal hochladen | Mietshaus in Ecklage (bauliche Einheit mit Albert-Einstein-Straße 6 und 8) | Weststraße 17 (Karte)                                    | um 1890                                          | baugeschichtlich und städtebaulich von Bedeutung, einheitlich gestaltete Gründerzeitgebäude mit Klinkerfassaden Gehört zu Albert-Einstein-Str. 6, Klinkerfassade, Sockel, Zyklopenmauerwerk | 09233296 |
| Direkt Bild zu diesem Denkmal hochladen | Mietshaus mit Einfriedung | Weststraße 62 (Karte)                                    | um 1890                                          | baugeschichtlich von Bedeutung, reiche Jugendstildekoration Reiche Fassadengliederung, Zaun | 09233297 |
| Direkt Bild zu diesem Denkmal hochladen | Wohn- und Verwaltungsgebäude einer ehemaligen Fabrik | Weststraße 71 (Karte)                                    | um 1890                                          | baugeschichtlich von Bedeutung, reich dekorierte Putzfassade, Eckbetonung gegenüber einer Straßeneinmündung Sockel Zyklopenmauerwerk, Putzfassade, kannelierte Lisenen, Fensterüberdachungen. Zwischen 2010 und 2016 abgerissen. | 09233298 |
| Direkt Bild zu diesem Denkmal hochladen | Mietvilla mit Einfriedung | Weststraße 75 (Karte)                                    | um 1904                                          | baugeschichtlich von Bedeutung, im Stil der Späthistorismus, Jugendstilanklänge Zaun, Fenster original | 09233299 |

## Pleißa
| Bild                                    | Bezeichnung                                                                         | Lage                           | Datierung                  | Beschreibung | ID       |
| --------------------------------------- | ----------------------------------------------------------------------------------- | ------------------------------ | -------------------------- | --- | -------- |
| Direkt Bild zu diesem Denkmal hochladen | Wohnstallhaus und Seitengebäude eines ehemaligen Vierseithofes (ehemaliges Mühlgut) | Pleißenbachstraße 51 (Karte)   | bez. 1746                  | baugeschichtlich und ortsgeschichtlich von Bedeutung, Fachwerkbauten Wohnstallhaus und Seitengebäude der ehemaligen Nitzschenmühle, das Wohnstallhaus erbaut lt. Inschrift 1746, das Seitengebäude vermutlich Anfang 19. Jh. Gut erhaltene Fachwerkbauten mit massiven Erdgeschossen und weitgehend erhaltenem Fachwerk der Obergeschosse. Beide Gebäude abgeschlossen durch Satteldächer. Wenngleich baulich leicht überformt (Garageneinbauten, Fehlen der Stalltür) dokumentieren beide Bauten noch heute in besonderer Weise das ländliche Bauhandwerk des 18. und 19. Jahrhundert im Chemnitzer Land und erlangen somit baugeschichtliche Bedeutung. Als ehemalige Mühle kommt dem Baukomplex weiterhin eine ortsgeschichtliche Bedeutung zu. | 09233496 |
|                                         | Rathaus                                                                             | Pleißenbachstraße 68a (Karte)  | 1925–1926                  | baugeschichtlich und ortsgeschichtlich von Bedeutung, im traditionalistischen Stil der 1920er Jahre Farbglasfenster, Gemeindesaal einschließlich Möblierung aus Eiche | 09233498 |
| Direkt Bild zu diesem Denkmal hochladen | Wohnstallhaus eines Dreiseithofes                                                   | Pleißenbachstraße 80 (Karte)   | 1778                       | baugeschichtlich von Bedeutung, Fachwerkhaus | 09233500 |
| Direkt Bild zu diesem Denkmal hochladen | Feuerwache                                                                          | Pleißenbachstraße 93a (Karte)  | um 1930                    | baugeschichtlich und ortsgeschichtlich von Bedeutung, im Stil der 1920er Jahre Klinker und Putz | 09233501 |
| Direkt Bild zu diesem Denkmal hochladen | Seitengebäude (mit Oberlaube) eines Vierseithofes                                   | Rabensteiner Straße 17 (Karte) | Ende 18. Jh.               | baugeschichtlich von Bedeutung, Fachwerk-Obergeschoss mit seltener Oberlaube Oberlaube vollständig verbrettert, restliche Gebäude und Erdgeschoss völlig verbaut, schlechter Zustand | 09233503 |
| Direkt Bild zu diesem Denkmal hochladen | Kriegerdenkmal für Gefallene des Ersten Weltkrieges                                 | Schulberg (Karte)              | nach 1918 (Kriegerdenkmal) | ortsgeschichtlich von Bedeutung | 09233504 |
|                                         | Dorfkirche Pleißa (Kirche mit Kirchhofsmauer)                                       | Schulberg (Karte)              | 1740                       | baugeschichtlich, ortsgeschichtlich und ortsbildprägend von Bedeutung, schlichte barocke Saalkirche mit Holzdecke und wuchtigem Dachreiter. Nach Brand der alten Kirche errichtet, kleiner Rechteckbau, Anbauten, an Ostseite steil abgewalmtes Dach, vier Glocken aus Stahl im westlichen neuen Anbau (freistehende Glockenanlage) | 09233502 |
| Direkt Bild zu diesem Denkmal hochladen | Pfarrhaus                                                                           | Schulberg 2 (Karte)            | um 1800                    | baugeschichtlich und ortsgeschichtlich von Bedeutung, mit verschiefertem Fachwerk-Obergeschoss Steiles Satteldach, Türgewände, Obergeschoss Fachwerk verschiefert, Erdgeschoss massiv, Kreuzgratgewölbe | 09233505 |
| Direkt Bild zu diesem Denkmal hochladen | Ehemalige Schule, heute Wohnhaus                                                    | Schulberg 3 (Karte)            | um 1830                    | orts- und baugeschichtlich von Bedeutung Massiv, Türgewände, zweigeschossig, Krüppelwalmdach | 09233506 |

## Rußdorf
| Bild                                    | Bezeichnung | Lage                            | Datierung                                                       | Beschreibung | ID       |
| --------------------------------------- | --- | ------------------------------- | --------------------------------------------------------------- | --- | -------- |
| Direkt Bild zu diesem Denkmal hochladen | Denkmalschutzgebiet Ortslage Rußdorf (Vorschlag) | (Karte)                         |                                                                 | Denkmalschutzgebiet Ortslage Rußdorf (Vorschlag) | 09247674 |
| Weitere Bilder                          | Grenzsteine der früheren Exklave Rußdorf |                                 | 18. bzw. 19. Jh. (Grenzstein); teilweise bez. 1864 (Grenzstein) | geschichtlich von Bedeutung, Rußdorf war bis 1928 thüringisch zwei Grenzsteine der früheren Exklave Rußdorf entlang der ehemaligen Flurgrenze, Inschriften „HA“ (Herzogtum Sachsen-Altenburg) und „KS“ (Königreich Sachsen) | 09233321 |
| Direkt Bild zu diesem Denkmal hochladen | Scheune, Stallgebäude und Seitengebäude eines Vierseithofes                                                                                          | Doppelgasse 23 (Karte)          | 1. Hälfte 19. Jh.                                               | baugeschichtlich und wirtschaftsgeschichtlich von Bedeutung, Fachwerkbauten Alles in gutem Bauzustand | 09233133 |
| Direkt Bild zu diesem Denkmal hochladen | Wohnstallhaus eines ehemaligen Vierseithofes | Feldstraße 6 (Karte)            | 1. Hälfte 18. Jh.                                               | baugeschichtlich von Bedeutung, Fachwerkhaus, strebenreiches Fachwerk Reste Umgebinde, Fachwerk-Obergeschoss verändert, Giebel teilweise zu große Fenster | 09233304 |
| Direkt Bild zu diesem Denkmal hochladen | Wohnstallhaus eines ehemaligen Zweiseithofes | Feldstraße 12 (Karte)           | um 1800                                                         | baugeschichtlich von Bedeutung, mit Fachwerk-Obergeschoss, Erdgeschoss massiv, teilweise verschiefert | 09233305 |
| Direkt Bild zu diesem Denkmal hochladen | Wohnstallhaus, Seitengebäude (Torhaus), Scheune und Stallgebäude eines Vierseithofes                                                                 | Feldstraße 15 (Karte)           | um 1830 (Wohnstallhaus)                                         | baugeschichtlich und wirtschaftsgeschichtlich von Bedeutung, geschlossen erhaltener Bauernhof, überwiegend Fachwerkbauten - Wohnhaus: massiv - Torhaus und Stall: Fachwerk-Obergeschoss, Erdgeschoss massiv - Scheune: Fachwerk | 09233306 |
| Direkt Bild zu diesem Denkmal hochladen | Stallgebäude eines Vierseithofes | Feldstraße 20 (Karte)           | vor 1800                                                        | baugeschichtlich von Bedeutung, mit Fachwerk-Obergeschoss Fachwerk-Obergeschoss, Erdgeschoss massiv leicht verändert, Giebel verschiefert, Schwelle Schiffchenkehlen | 09233307 |
| Direkt Bild zu diesem Denkmal hochladen | Stallgebäude (mit Oberlaube) eines Vierseithofes | Feldstraße 22 (Karte)           | 1. Hälfte 18. Jh. (Oberlaube)                                   | baugeschichtlich von Bedeutung, Fachwerkgebäude mit seltener Oberlaube Erdgeschoss verändert, Obergeschoss verbrettert, Oberlaube mit geblatteten Kopfbändern | 09233308 |
| Direkt Bild zu diesem Denkmal hochladen | Wohnstallhaus eines ehemaligen Bauernhofes | Hohe Straße 25 (Karte)          | um 1800                                                         | baugeschichtlich von Bedeutung, Fachwerkbau, mit barockem Segmentbogenportal, Fachwerk-Obergeschoss teilweise verschiefert, schlechter Bauzustand | 09233187 |
| Weitere Bilder                          | Johanniskirche (Kirche und Grabstein Fam. Sebastian (vor der Kirche), weiterem Grabmal und Kriegerdenkmal für die Gefallenen des Ersten Weltkrieges) | Kirchweg (Karte)                | 1729–1734                                                       | baugeschichtlich, ortsgeschichtlich und ortsbildprägend von Bedeutung, bedeutende barocke Saalkirche mit Westturm, Architektur nach der im Herzogtum Altenburg üblichen Bauformen (Rußdorf war bis 1928 thüringisch) - Kleiner Saalbau, Turm mit Welscher Haube, wertvolle barocke Innenausstattung, mit Holzschnitzereien und hölzernem Taufstein, 1985–1992 außen rekonstruiert, 1993–1997 innen restauriert - Grabstein: Hilbersdorfer Porphyrtuff, 50 cm hoher Sockel, zwei gegeneinandergestellte ovale Spiegel, Mittelteil Grabmal ca. 2 m, fialähnlicher Aufsatz mit zahlreichen Engelsköpfen vor Strahlenkranz, barocken Ursprungs | 09233309 |
| Direkt Bild zu diesem Denkmal hochladen | Häusleranwesen | Kirchweg 15 (Karte)             | um 1830                                                         | sozialgeschichtlich und baugeschichtlich von Bedeutung, verschiefertes Fachwerk-Obergeschoss, Erdgeschoss Bruchstein verputzt, Fenster teilweise zugesetzt, Gewände erhalten, Giebeldreieck Doppelfenster | 09233310 |
| Direkt Bild zu diesem Denkmal hochladen | Ehemalige Schule, heute Wohnhaus | Kirchweg 24 (Karte)             | 1868                                                            | baugeschichtlich und ortsgeschichtlich von Bedeutung, mit klassizistischem Portal | 09233311 |
| Weitere Bilder                          | Pfarrhaus | Kirchweg 25 (Karte)             | 1. Hälfte 19. Jh.                                               | baugeschichtlich und ortsgeschichtlich von Bedeutung, mit verschiefertem Fachwerk-Obergeschoss und klassizistischem Portal Obergeschoss Fachwerk verschiefert, Türgewände m. Inschrift:, „Lasset die Kindlein zu mir kommen und wehret ihnen nicht, denn solches ist das Reich Gottes“, gedrungener Grundriss, Walmdach | 09233312 |
| Direkt Bild zu diesem Denkmal hochladen | Häusleranwesen | Kirchweg 32 (Karte)             | 1. Hälfte 19. Jh.                                               | sozialgeschichtlich und baugeschichtlich von Bedeutung, straßenraumbildende Lage Nähe Kirche Straßenraumbildend, Nähe Kirche, Erdgeschoss massiv, Fachwerk-Obergeschoss verschiefert | 09233313 |
| Direkt Bild zu diesem Denkmal hochladen | Häusleranwesen | Kirchweg 48 (Karte)             | 19. Jh.                                                         | sozialgeschichtlich und baugeschichtlich von Bedeutung Fachwerk-Obergeschoss verschiefert, Erdgeschoss leicht verändert, Ornamentverschieferung Giebel | 09233314 |
| Direkt Bild zu diesem Denkmal hochladen | Mietshaus in offener Bebauung | Meinsdorfer Straße 22 (Karte)   | um 1905                                                         | baugeschichtlich von Bedeutung, Jugendstilanklänge | 09233232 |
| Direkt Bild zu diesem Denkmal hochladen | Wohnstallhaus, Seitengebäude (Torhaus) und Stallgebäude (mit Oberlaube) eines Vierseithofes (mit Nr. 141a)                                           | Waldenburger Straße 141 (Karte) | bez. 1721 (Wohnstallhaus)                                       | baugeschichtlich und wirtschaftsgeschichtlich von Bedeutung, Ensemble von Fachwerkbauten, Seitengebäude mit seltener Oberlaube Wohnstallhaus und zwei Seitengebäude eines Vierseithofes, zeit- und landschaftstypische Fachwerkbauten in gutem Originalzustand. Das Wohnstallhaus lt. Inschrift 1721, das Torhaus ebenfalls lt. Inschrift 1822, das weitere Seitengebäude vermutlich in der 1. H. des 18. Jh. erbaut. - Wohnstallhaus mit massivem Erdgeschoss und Fachwerkobergeschoss. Erhalten blieb der Stall mit einem böhmischen Kappengewölbe und vier bauzeitlichen Säulen. - Hausgeschichtlich wertvoll ist ein Seitengebäude mit vierbogiger, heute zugesetzter Oberlaube mit erhaltenem Fachwerk im Obergeschoss. Das Erdgeschoss wurde massiv unterfahren. Blattsassen am Rähm deuten darauf hin, dass dieses Gebäude ursprünglich auch im Erdgeschoss in Fachwerkbauweise erbaut war. Das Gebäude ist eines der wenigen Seitengebäuden mit erhaltener Oberlaube im Umland von Limbach-Oberfrohna und hierdurch hausgeschichtlich wertvoll. - Den straßenseitigen Hofabschluss bildet das 1822 erbaute Torhaus, ein großes Gebäude über längsrechteckigem Grundriss mit massivem Erdgeschoss und Fachwerkkonstruktion im Obergeschoss. Das Fachwerk ist regelmäßig durch V-Streben gegliedert. Die Holzverbindungen wurden durch Aufblatten hergestellt. Durch das Tor dieses Wirtschaftsgebäudes gelangte man in den Bauernhof. Über dem Tor blieb ein schöner Schlussstein erhalten. - Denkmalwürdig sind die Wohn- und Wirtschaftsgebäude dieses Bauernhofes auf Grund ihres hohen hausgeschichtlichen Wertes auf Grund ihres hohen Alters, der sehr alten Fachwerkkonstruktionen und der nunmehr seltenen Oberlaube des Seitengebäudes. | 09233315 |
| Direkt Bild zu diesem Denkmal hochladen | Schule | Waldenburger Straße 142 (Karte) | 1888                                                            | bau- und ortsgeschichtlich von Bedeutung, gründerzeitlicher Klinkerbau Klinkerfassade | 09233316 |
| Direkt Bild zu diesem Denkmal hochladen | Wohnstallhaus, Seitengebäude (Torhaus), Scheune und Stallgebäude eines Vierseithofes                                                                 | Waldenburger Straße 145 (Karte) | bez. 1784                                                       | baugeschichtlich und wirtschaftsgeschichtlich von Bedeutung, geschlossen erhaltener Bauernhof in Fachwerkbauweise - Wohnhaus: Fachwerk-Obergeschoss, außen Eingang zu Kellergewölbe - Torhaus: am Schlussstein datiert, Fachwerk-Obergeschoss - Stall: Fachwerk-Obergeschoss | 09233317 |
| Direkt Bild zu diesem Denkmal hochladen | Seitengebäude eines Vierseithofes | Waldenburger Straße 157 (Karte) | 18. Jh.                                                         | baugeschichtlich und wirtschaftsgeschichtlich von Bedeutung, mit Fachwerk-Obergeschoss, strebenreiches Fachwerk, Schiebefenster, Drehflügelfenster | 09233318 |
| Direkt Bild zu diesem Denkmal hochladen | Scheune eines Bauernhofes | Waldenburger Straße 177 (Karte) | 1. Hälfte 18. Jh.                                               | baugeschichtlich von Bedeutung, Fachwerkbau Umbau zu Garage, Fachwerk geblattete Verbindungen | 09233320 |

## Wolkenburg-Kaufungen
| Bild                                    | Bezeichnung | Lage                                        | Datierung                                          | Beschreibung | ID       |
| --------------------------------------- | --- | ------------------------------------------- | -------------------------------------------------- | --- | -------- |
| Weitere Bilder                          | Einzeldenkmal in der o. g. Sachgesamtheit: Bahndamm (siehe Sachgesamtheit 09306106) | (Karte)                                     | 1875                                               | Stützmauer an der Mulde im Bereich zwischen Bahnkilometer 14,0 und 14,2 der Eisenbahnstrecke Glauchau–Wurzen (Muldentalbahn), Polygonalmauerwerk, verkehrsgeschichtlich und technikgeschichtlich von Bedeutung Bahndamm bestehend aus Bruchstein-Polygonalmauerwerk (Granulit), Geländer (Metall) | 09306108 |
| Weitere Bilder                          | Sachgesamtheitsbestandteil der Sachgesamtheit Muldentalbahn, Teilabschnitt Limbach-Oberfrohna, Stadt, OT Wolkenburg-Kaufungen mit den Einzeldenkmalen: Brücke (siehe Einzeldenkmal 09306102), Brücke (siehe Einzeldenkmal 09306105), Bahndamm (siehe Einzeldenkmal 09242694), Bahnwärterhäuschen (siehe Einzeldenkmal 09306114) und den Sachgesamtheitsteilen: Eisenbahnbrücke und Durchlass (siehe auch Sachgesamtheit 09306181)                                                                                            | (Karte)                                     | 1875                                               | Sachgesamtheit mit allen Bahnanlagen, darunter Gleisanlagen mit Unter- und Oberbau, Streckenkilometrierung, Fernmelde- und Signalanlagen, Bahnstationen einschließlich aller Funktionsbauten, Wärterhäuschen, Brücken und Durchlässen in den Gemeinden Glauchau, Stadt (OT Glauchau, Kleinbernsdorf, Reinholdshain, Niederlungwitz), Limbach-Oberfrohna, Stadt (OT Wolkenburg-Kaufungen, Herrndorf, Uhlsdorf), Remse (OT Remse), Waldenburg (OT Niederwinkel, Oberwinkel, Waldenburg), Lunzenau, Stadt (OT Lunzenau, Berthelsdorf, Cossen, Rochsburg, Göritzhain), Penig, Stadt (OT Markersdorf, Penig, Amerika, Arnsdorf, Thierbach, Zinnberg), Rochlitz, Stadt (OT Penna, Rochlitz, Zaßnitz), Seelitz (OT Fischheim, Seelitz, Biesern, Steudten), Colditz (OT Colditz, Lastau, Leisenau, Möseln, Sermuth, Zschetzsch), Grimma, Stadt (OT Großbothen), Zettlitz (OT Kralapp) für die Industrieentwicklung des Muldentals wichtige und landschaftsbildende prägende Normalspurbahn, wirtschaftsgeschichtlich, eisenbahngeschichtlich, landschaftsgestaltend sowie regionalgeschichtlich von Bedeutung - Durchlass: 1875, Natursteinmauerung - Eisenbahnbrücke, Bruchstein-Bogenbrücke mit Stützmauern | 09306106 |
| Weitere Bilder                          | Einzeldenkmale in der o. g. Sachgesamtheit: Eisenbahnbrücke mit Eisenbahnkilometerstein (siehe Sachgesamtheit 09306106) | (Karte)                                     | 1875                                               | Segmentbogenbrücke über den Herrnsdorf-Bräunsdorfer Bach der Eisenbahnstrecke Glauchau–Wurzen (Muldentalbahn) am Bahnkilometer 12,75 original erhalten, eisenbahngeschichtlich und verkehrsgeschichtlich von Bedeutung Brückenkörper und Stützmauern Polygonalmauerwerk, Bogen aus Quadern gewölbt | 09306102 |
| Weitere Bilder                          | Einzeldenkmal in der o. g. Sachgesamtheit: Wegeunterführung (siehe Sachgesamtheit 09306106) | (Karte)                                     | bez. 1875                                          | Steinbogenbrücke mit Stützmauern am Bahnkilometer 13,7 der Muldentalbahn, Schlussstein bezeichnet 1875, original erhalten, einschließlich der Brückenpfeiler der zerstörten früheren Straßenüberführung über den Bahnkörper, eisenbahngeschichtlich und technikgeschichtlich von Bedeutung Polygonalmauerwerk aus Granulit, Bogen aus Porphyrquadern gewölbt, Brückenpfeiler der zerstörten Straßenüberführung Bruchsteinmauerwerk. | 09306105 |
| Weitere Bilder                          | Einzeldenkmale der Sachgesamtheit St.-Anna-Fundgrube: Tagesschacht, Mundloch, Halde und Haspelort (siehe auch Sachgesamtheit 09242722) | (Karte)                                     | 1737 (Mundloch)                                    | bergbaugeschichtlich von Bedeutung, Zeugnis des Altbergbaus im Zwickauer Raum, altes Silberbergwerk | 09247666 |
| Direkt Bild zu diesem Denkmal hochladen | Goldseifengebiet mit Raithalden am Herrnsdorfer Bach | (Karte)                                     | 16. Jh.                                            | bergbaugeschichtlich von Bedeutung, Zeugnis des Altbergbaus im Zwickauer Raum | 09247665 |
| Direkt Bild zu diesem Denkmal hochladen | Bingengelände am Ullersberg | (Karte)                                     | 13./14. Jh.                                        | bergbaugeschichtlich von Bedeutung, Bingengelände der mittelalterlichen Bergbausiedlung am Ullersberg, Zeugnis des Altbergbaus im Zwickauer Raum Lage: zwischen Herrnsdorf, Uhlsdorf und Niederwinkel auf dem Acker, Gem. Herrnsdorr, Flstk. 8/3, Gem. Uhlsdorf, Flstk. 166/3 | 09247663 |
| Direkt Bild zu diesem Denkmal hochladen | Denkmalschutzgebiet Ortslage Wolkenburg (Vorschlag) | (Karte)                                     |                                                    | Denkmalschutzgebiet Ortslage Wolkenburg (Vorschlag) | 09247661 |
| Weitere Bilder                          | Sachgesamtheit St.-Anna-Fundgrube, mit folgenden Einzeldenkmalen: Tagesschacht, Mundloch, Halde und Haspelort (siehe Einzeldenkmale 09247666) und Bergbaugelände am St.-Anna-Stollen (Sachgesamtheitsteil) | (Karte)                                     | 18. Jh. und älter                                  | Bergbauanlage von regionalgeschichtlicher Bedeutung, Zeugnis des Altbergbaus im Zwickauer Raum, altes Silberbergwerk | 09242722 |
| Direkt Bild zu diesem Denkmal hochladen | Binge | (Karte)                                     | 16. Jh. oder älter                                 | bergbaugeschichtlich von Bedeutung, Zeugnis des Altbergbaus im Zwickauer Raum | 09242744 |
| Weitere Bilder                          | Einzeldenkmale in der o. g. Sachgesamtheit: Empfangsgebäude, Bahnsteigüberdachung, Güterschuppen, Wirtschaftsgebäude und Aborthäuschen des Bahnhofs Wolkenburg (siehe Sachgesamtheit 09306106) | (Karte)                                     | 1875                                               | vollständig erhaltener Bahnhof in schlechtem baulichen Zustand an der Eisenbahnstrecke Glauchau–Wurzen (Muldentalbahn), ortsgeschichtlich und verkehrsgeschichtlich von Bedeutung Bahnhof Wolkenburg (DWOB – 06407 III) der Eisenbahnstrecke Glauchau – Wurzen (GW) Bahnhof außer Betrieb, Eigentümer DB, leer stehend, gefährdet, unsaniert sowie in Teilen einsturzgefährdet, Uhr fehlt, AG zweites Hauptgleis entfernt - Empfangsgebäude: zweigeschossiger Putzbau mit Drempel und Mittelrisalit, Satteldach mit profilierten Sparrenköpfen, Holzverzierungen im Firstbereich der Giebel und des Risalites, horizontale Putzgliederungen, Hochrechteckfenster, im Erdgeschoss zugesetzt, Putzgewände, Gurtgesimse, schlichter überformter Innenraum, Hausbahnsteig nach 1910 überdacht - Güterschuppen: mit beidseitiger Laderampe und auskragendem Satteldach, Rampe massiv - giebelständiges Wirtschaftsgebäude: eingeschossiger Putzbau, Satteldach, Fenster- und Türöffnungen, horizontale Putzgliederungen, Gurtgesimse - Aborthäuschen: rechteckiger Grundriss, eingeschossiger, einfacher Bau, Walmdach, Zugänge für beide Geschlechter (Beschriftung an den Eingängen noch erkennbar) | 09242694 |
| Direkt Bild zu diesem Denkmal hochladen | Häuslerhaus | Am Hang 13 (Karte)                          | um 1700                                            | baugeschichtlich und sozialgeschichtlich von Bedeutung Bauliche Veränderungen und Erweiterungen, geblattete Kopfbänder und Streben – sich kreuzend, teilweise gezapfte Holzverbindungen, Frackdach durch Erweiterung | 09241645 |
| Weitere Bilder                          | Neue Dorfkirche St. Mauritius (Kirche mit Ausstattung, vor der Kirche Gedenkstein für Graf v. Einsiedel) | Am Schloß (Karte)                           | 1794–1804                                          | baugeschichtlich, ortsgeschichtlich, ortsbildprägend, künstlerisch und kunstgeschichtlich von Bedeutung, klassizistisches Bauwerk Die klassizistische „Neue Dorfkirche“ St. Mauritius wird auf Betreiben von Detlev Carl Graf von Einsiedel in den Jahren 1794 bis 1804 nach Plänen des Dresdner Hofbauinspektors Johann August Giesel errichtet. Die dem heiligen Mauritius geweihte Schloss-Kirche ist auf einem Felsplateau unterhalb des Schlosses über griechisch-kreuzförmigen Grundriss aufgeführt und durch eine Gusseisen-Brücke mit dem Schlosspark verbunden. Der lang gestreckte Putzbau mit eingezogenem, apsidial geschlossenem Chor und seitlichen Annexen bildet westseitig in der Art eines Riegels mit vorgelagertem Säulen-Portikus über der Freitreppe des Hauptportals durch eine steil aufragende Westturmanlage einen eher traditionellen Kirchenbauabschluss. Die beiden Portikus-Vorbauten mittig der Nord- und Südseite des Hauptschiffes sind in toskanischer Ordnung errichtet und mit gusseisernen Reliefs im jeweiligen Giebeldreieck geschmückt. Das Innere der Kirche, ein flach gedeckter Saal mit illusionistischer Architektur-Malerei reinster hochklassizistischer Formensprache, ist an drei Seiten von umlaufenden Emporen über dorischen Säulen architektonisch gestaltet, deren Brüstungen mit antikischen Blatt- und Blütenmotiven gefasst sind Äußeres und Inneres der wohlproportionierten klassizistischen Saalkirche ist insgesamt gesehen bis in alle Details von einer akademisch-klassizistischen Programmatik bestimmt, die den Kirchenbau in seiner bis dato unverändert erhaltenen Originalität zu einem singulären Denkmal von nationaler Bedeutung erhebt. | 09242691 |
|                                         | Einzeldenkmal der Sachgesamtheit Rittergut und Schloss Wolkenburg: Wohnhaus, ehemals Gärtnerhaus (siehe auch Sachgesamtheit 09242693) | Am Schloß 2 (Karte)                         | 18. Jh. (Gärtnerhaus)                              | baugeschichtlich und ortsgeschichtlich von Bedeutung, schlichter Barockbau nahe dem Schloss, früher fälschlich als Geburtshaus des Malers Fritz von Uhde genannt Mansarddach, etwa quadratischer Grundriss, Fachwerkständer | 09242707 |
| Weitere Bilder                          | Einzeldenkmale der Sachgesamtheit Schloss Wolkenburg: zwei Wirtschaftsgebäude eines ehemaligen Rittergutes und Wasserbecken als Pferdetränke (siehe auch Sachgesamtheit 09242693) | Am Schloß 3; 4 (Karte)                      | bez. 1737 (Wirtschaftsgebäude)                     | baugeschichtlich und ortsgeschichtlich von Bedeutung, Teil der Schlossanlage Wohnhaus: massiv, Schlussstein datiert | 09242695 |
|                                         | Wohnhaus und Seitengebäude der ehemaligen Mühle | Am Ullersberg 3 (Karte)                     | bez. 1618, später überformt (Wohnhaus)             | Gebäudeensemble von bau- und ortsgeschichtlichem Wert, Wohnhaus mit Fachwerk-Obergeschoss, am Wohnhaus Sitznischenportal mit floralen Verzierungen - Wohnhaus: rechteckiger Grundriss, zweigeschossig, Erdgeschoss massiv verputzt, Fenstergewände mit einer Hohlkehle und Türportal mit waagerechtem Gebälk aus Rochlitzer Porphyrtuff, weiteres Sitznischenportal mit floralen Verzierungen und Bezeichnung „1618“ an Flussseite des Hauses, vermutlich bei Neubau des Hauses an die ehemalige Radkammer versetzt, Fachwerk-Obergeschoss teilweise erhalten, Obergeschoss teilweise Ziegelmauerwerk, hohes Krüppelwalmdach, im Inneren traditionelle Einteilung, im Erdgeschoss in Stube alte Holzdecke mit kräftigen, an den Ecken abgerundeten Unterzügen und breiten Einschubbrettern, Auflager an den Wänden mit Schiffchenkehlen, Decke vermutlich vom Vorgängerbau von 1618. In der rechten Haushälfte (vom Haus aus gesehen) befand sich ursprünglich die Mühle, Mühleneinrichtung nicht erhalten, Kehlbalkendach mit Hahnebalken, liegendem und über Hahnebalken einfach stehendem Stuhl - Seitengebäude: nach 1800, an Giebelseite Inschrift in Steinblock „\/ Altwaldenburg Anno 1724“, bezieht sich vermutlich auf den Vorgängerbau, rechteckiger Grundriss, zweigeschossig, Bruchstein- und Ziegelmauerwerk verputzt, Satteldach, im Erdgeschoss preußische Kappengewölbe - Denkmalwert: orts- und baugeschichtlicher Wert | 09241688 |
| Direkt Bild zu diesem Denkmal hochladen | Ehemalige Schule, heute Wohnhaus | Am Ullersberg 6 (Karte)                     | 1878–1879                                          | ortsgeschichtlich von Bedeutung | 09242743 |
| Direkt Bild zu diesem Denkmal hochladen | Scheune und zwei Seitengebäude eines Vierseithofes | Am Ullersberg 11 (Karte)                    | um 1900 (Seitengebäude)                            | baugeschichtlich und wirtschaftsgeschichtlich von Bedeutung | 09242732 |
| Direkt Bild zu diesem Denkmal hochladen | Wohnstallhaus und Stallgebäude eines Vierseithofes | Am Ullersberg 17 (Karte)                    | um 1800                                            | baugeschichtlich und wirtschaftsgeschichtlich von Bedeutung, ortsbildprägende Fachwerkbauten | 09242733 |
| Direkt Bild zu diesem Denkmal hochladen | Stallgebäude und Scheune eines Dreiseithofes | Am Ullersberg 18 (Karte)                    | um 1800                                            | baugeschichtlich und wirtschaftsgeschichtlich von Bedeutung, Fachwerkbauten von ortsbildprägender Lage - Liegt neben Nummer 33 (?) - Stall: Giebel massiv, Obergeschoss Fachwerk | 09242742 |
| Direkt Bild zu diesem Denkmal hochladen | Stallgebäude eines Dreiseithofes | Am Ullersberg 20 (Karte)                    | um 1700                                            | baugeschichtlich und wirtschaftsgeschichtlich von Bedeutung, altertümlicher Fachwerkbau Geblattete Kopfbänder, geblattete Streben, Tür im Obergeschoss, Erdgeschoss und Giebel massiv | 09242741 |
| Direkt Bild zu diesem Denkmal hochladen | Seitengebäude eines Vierseithofes | Am Ullersberg 24 (Karte)                    | um 1800                                            | baugeschichtlich und wirtschaftsgeschichtlich von Bedeutung, ortsbildprägender Fachwerkbau Massiver Giebel | 09242740 |
| Direkt Bild zu diesem Denkmal hochladen | Seitengebäude eines Dreiseithofes | Am Ullersberg 26 (Karte)                    | um 1800                                            | baugeschichtlich und wirtschaftsgeschichtlich von Bedeutung, - Fachwerkgebäude - Torhaus ist ein Stall mit Durchfahrt, Erdgeschoss massiv | 09242739 |
| Direkt Bild zu diesem Denkmal hochladen | Häuslerhaus | Am Ullersberg 27 (Karte)                    | um 1800                                            | sozial- und baugeschichtlich von Bedeutung, mit Fachwerk-Obergeschoss Am Wohnhaus nachträglicher Anbau | 09242734 |
| Direkt Bild zu diesem Denkmal hochladen | Wohnhaus mit angebauter Schmiedewerkstatt und gegenüberliegender Scheune | Am Ullersberg 29 (Karte)                    | um 1800                                            | baugeschichtlich und ortsgeschichtlich von Bedeutung, Fachwerkbauten | 09242735 |
| Direkt Bild zu diesem Denkmal hochladen | Wohnstallhaus und Stallgebäude eines ehemaligen Dreiseithofes | Am Ullersberg 35 (Karte)                    | um 1800                                            | baugeschichtlich und wirtschaftsgeschichtlich von Bedeutung, mit Fachwerk-Obergeschoss | 09242736 |
| Direkt Bild zu diesem Denkmal hochladen | Wohnstallhaus eines Dreiseithofes | Am Ullersberg 37 (Karte)                    | 1. Hälfte 19. Jh.                                  | baugeschichtlich von Bedeutung Giebel verbrettert | 09242737 |
| Direkt Bild zu diesem Denkmal hochladen | Stallgebäude eines ehemaligen Dreiseithofes | Am Ullersberg 44 (Karte)                    | um 1800                                            | baugeschichtlich und wirtschaftsgeschichtlich von Bedeutung, - mit Fachwerk-Obergeschoss - Erdgeschoss leicht verändert und massiv ebenso beide Giebel massiv, Inschrift an der Schwelle des Fachwerk-Obergeschosses | 09242738 |
| Direkt Bild zu diesem Denkmal hochladen | Wohnstallhaus eines Bauernhofes | Birken 12 (Karte)                           | um 1800                                            | baugeschichtlich von Bedeutung, mit Fachwerk-Obergeschoss Wohnstallhaus eines kleinen Bauerngutes, Erdgeschoss massiv, gezapfte Holzverbindungen | 09241646 |
| Direkt Bild zu diesem Denkmal hochladen | Wohnstallhaus, Scheune und zwei aneinandergebaute Seitengebäude eines Bauernhofes | Birken 15 (Karte)                           | um 1800                                            | baugeschichtlich und wirtschaftsgeschichtlich von Bedeutung, Fachwerkbauten Wohnhaus: verbretterter Giebel, Erdgeschoss verändert, traufseitiger Anbau | 09241647 |
| Direkt Bild zu diesem Denkmal hochladen | Häuslerhaus | Bräunsdorfer Allee 2 (Karte)                | um 1800                                            | baugeschichtlich und sozialgeschichtlich von Bedeutung, mit Fachwerk-Obergeschoss, Erdgeschoss massiv unterfahren, wird zurzeit gebaut | 09241648 |
| Direkt Bild zu diesem Denkmal hochladen | Stallgebäude eines Bauernhofes | Dorfstraße 27 (Karte)                       | vermutlich 1837                                    | baugeschichtlich von Bedeutung, mit Fachwerk-Obergeschoss Massiver Giebel, preußisches Kappengewölbe | 09241649 |
| Weitere Bilder                          | Gasthof mit Saalanbau und separat stehende, ehemalige Schützenhalle | Dorfstraße 36 (Karte)                       | 1878                                               | orts- und baugeschichtlich von Bedeutung, Saal mit Stuckdekoration im Innern, Schützenhalle in Fachwerkbauweise Schützenhalle: Fachwerk mit Ziegelgefache | 09241650 |
| Direkt Bild zu diesem Denkmal hochladen | Wohnhaus, zwei Seitengebäude und Scheune eines Vierseithofes | Dorfstraße 37 (Karte)                       | bez. 1804                                          | baugeschichtlich und wirtschaftsgeschichtlich von Bedeutung, geschlossen erhaltener Bauernhof, teilweise in Fachwerkbauweise Aufwendiges Türgewände mit originaler Haustür, Fenstergewänden | 09241651 |
| Direkt Bild zu diesem Denkmal hochladen | Wohnstallhaus, Scheune und Seitengebäude eines Vierseithofes | Dorfstraße 44 (Karte)                       | um 1800                                            | baugeschichtlich und wirtschaftsgeschichtlich von Bedeutung, Fachwerkbauten | 09241652 |
| Direkt Bild zu diesem Denkmal hochladen | Ehemaliges Wohnstallhaus eines Vierseithofes | Dorfstraße 45 (Karte)                       | um 1700                                            | baugeschichtlich von Bedeutung, Fachwerkhaus mit altertümlicher Konstruktion (Kopfstreben) Geblattete Kopfbänder, Haus nachträglich verlängert, massiv unterfahren um 1810, Porphyrgewände im Erdgeschoss, Schwelle abgefast, Tür im Obergeschoss, Blattsassen, Türgewände traufseit. Rücks. von 1790, Erdgeschoss ursprünglich Fachwerk | 09241653 |
| Direkt Bild zu diesem Denkmal hochladen | Stallgebäude eines Vierseithofes | Dorfstraße 47 (Karte)                       | um 1800                                            | baugeschichtlich und wirtschaftsgeschichtlich von Bedeutung | 09241654 |
| Direkt Bild zu diesem Denkmal hochladen | Stallgebäude eines Vierseithofes | Dorfstraße 61 (Karte)                       | um 1730                                            | baugeschichtlich von Bedeutung, Fachwerkhaus mit altertümlicher Konstruktion (Kopfstreben) Datierung über Tür des Obergeschosses im Holz, davon „173.“ als Zahlen sicher lesbar | 09241656 |
| Direkt Bild zu diesem Denkmal hochladen | Stallgebäude eines Vierseithofes | Dorfstraße 69 (Karte)                       | um 1800                                            | baugeschichtlich und wirtschaftsgeschichtlich von Bedeutung, mit Fachwerk-Obergeschoss Eventuelle mit ehemaliger dreijochiger Oberlaube, gezapfte Streben, Erdgeschoss massiv, Krüppelwalmdach, Tür im Obergeschoss, dort Kopfbänder gezapft | 09241657 |
| Direkt Bild zu diesem Denkmal hochladen | Ehemaliges Wohnstallhaus eines Vierseithofes | Dorfstraße 70 (Karte)                       | um 1810                                            | baugeschichtlich von Bedeutung, Fachwerkbau Erdgeschoss massiv, Obergeschoss Fachwerk, Satteldach, Giebel verkleidet | 09241658 |
| Direkt Bild zu diesem Denkmal hochladen | Seitengebäude eines Dreiseithofes (mit Nr. 72) | Dorfstraße 70a (Karte)                      | um 1800                                            | baugeschichtlich von Bedeutung, mit Fachwerk-Obergeschoss Obergeschoss Fachwerk, Erdgeschoss und Giebel massiv, Giebeldreieck verschiefert, große Dachluke, gezapfte Holzverbindungen | 09241659 |
| Direkt Bild zu diesem Denkmal hochladen | Wohnstallhaus, zwei Seitengebäude und Schuppen eines Bauernhofes | Dorfstraße 74 (Karte)                       | 2. Hälfte 19. Jh.                                  | baugeschichtlich und wirtschaftsgeschichtlich von Bedeutung, Massivbauten Alle Gebäude massiv, guter Originalbestand | 09241660 |
|                                         | Wohnhaus und Scheune eines Bauernhofes | Dorfstraße 79 (Karte)                       | um 1800                                            | baugeschichtlich und wirtschaftsgeschichtlich von Bedeutung, Fachwerkbauten - Wohnhaus: Erdgeschoss massiv, Obergeschoss Fachwerk, Krüppelwalmdach - Scheune teilweise massiv, straßenraumwirksam | 09241661 |
| Direkt Bild zu diesem Denkmal hochladen | Wohnstallhaus und drei Seitengebäude eines Vierseithofes | Dorfstraße 80 (Karte)                       | 1. Hälfte 18. Jh.                                  | baugeschichtlich und wirtschaftsgeschichtlich von Bedeutung, geschlossen erhaltene Hofanlage von Fachwerkbauten - Ein Seitengebäude mit Durchfahrt, Kniestock, gekreuzten Streben, geblattet - Wohnhaus: Blattsassen in Rähm, geblattete Streben und geblattete Fußbänder | 09241662 |
| Direkt Bild zu diesem Denkmal hochladen | Wohnstallhaus (Umgebindehaus) eines ehemaligen Vierseithofes | Dorfstraße 83 (Karte)                       | um 1680                                            | baugeschichtlich von Bedeutung, Fachwerkhaus mit altertümlicher Konstruktion (geschweifte Andreaskreuze), eines der seltenen Umgebindehäuser Geschweifte Andreaskreuze, geblattete Kopfbänder, Bohlenstube teilw. erhalten, Reste der Ständer im Erdgeschoss, Zahnschnittfries am Füllholz, Tür im Obergeschoss nachträglich, an Giebelseite Blattsassen, Ständer und Schwellen im Erdgeschoss an Giebelseite, Holzeinschubdecke wird gerade verkleidet | 09241663 |
| Direkt Bild zu diesem Denkmal hochladen | Wohnstallhaus und Seitengebäude eines Vierseithofes | Dorfstraße 85 (Karte)                       | um 1700                                            | baugeschichtlich und wirtschaftsgeschichtlich von Bedeutung, Fachwerkbauten, Wohnhaus mit altertümlicher Fachwerkkonstruktion (Kopfstreben) Stall: Fachwerk auch auf Hofseite im Erdgeschoss erhalten | 09241664 |
| Direkt Bild zu diesem Denkmal hochladen | Wohnstallhaus und Seitengebäude eines Vierseithofes | Dorfstraße 86 (Karte)                       | um 1800                                            | baugeschichtlich und wirtschaftsgeschichtlich von Bedeutung, Fachwerkbauten | 09241665 |
| Direkt Bild zu diesem Denkmal hochladen | Wohnhaus eines Bauernhofes | Dorfstraße 98 (Karte)                       | um 1800                                            | baugeschichtlich von Bedeutung, mit Fachwerk-Obergeschoss | 09241666 |
| Direkt Bild zu diesem Denkmal hochladen | Ehemaliges Wohnstallhaus eines Vierseithofes (mit Nr. 105) | Dorfstraße 103 (Karte)                      | 2. Hälfte 18. Jh.                                  | baugeschichtlich von Bedeutung, Fachwerkbau mit V-Streben, Fachwerk-Obergeschoss, Erdgeschoss massiv, massiv unterfahren wahrscheinlich um 1810, breite liegende Gefache | 09241667 |
| Direkt Bild zu diesem Denkmal hochladen | Wohnhaus und Schuppen | Goldene Aue 2 (Karte)                       | 1. Hälfte 19. Jh.                                  | baugeschichtlich von Bedeutung, Wohnhaus mit Fachwerk-Obergeschoss, Fachwerk-Obergeschoss verbrettert, originale Fenster- und Türgewände | 09242696 |
| Direkt Bild zu diesem Denkmal hochladen | Wohnhaus und Schuppen | Herrnsdorfer Straße 6 (Karte)               | um 1800                                            | baugeschichtlich von Bedeutung, Wohnhaus mit Fachwerk-Obergeschoss Zu große Fenster, Erdgeschoss massiv | 09242697 |
| Direkt Bild zu diesem Denkmal hochladen | Wohnhaus | Herrnsdorfer Straße 6a (Karte)              | um 1800                                            | baugeschichtlich von Bedeutung, mit Fachwerk-Obergeschoss Giebel und Erdgeschoss massiv und verändert, Obergeschoss Fachwerk | 09242698 |
| Direkt Bild zu diesem Denkmal hochladen | Fabrikgebäude | Herrnsdorfer Straße 8 (Karte)               | um 1800                                            | ortsgeschichtlich von Bedeutung, ehemalige Schafwollspinnerei des Grafen von Einsiedel, später Baumwollweberei gefährdet, die Fabrikgebäude Herrnsdorfer Straße 8a (unter anderem Shedhalle) abgebrochen | 09242699 |
| Direkt Bild zu diesem Denkmal hochladen | Wohnhaus (mit drei Eingängen, Herrnsdorfer Straße 24 und 26 sowie Zur Papierfabrik 1) in Ecklage | Herrnsdorfer Straße 24; 26 (Karte)          | um 1925/1930                                       | baugeschichtlich von Bedeutung, im traditionalistischen Stil der 1920er Jahre Fensterläden, Fassadengliederung original | 09242801 |
| Direkt Bild zu diesem Denkmal hochladen | Zwei Seitengebäude (eines davon mit Oberlaube) eines Vierseithofes | Herrnsdorfer Straße 32 (Karte)              | um 1800 (Seitengebäude)                            | baugeschichtlich von Bedeutung, Fachwerkbauten, ein Gebäude mit seltener Oberlaube Rest einer Oberlaube und Torhaus, Gezapfte Knaggen an Jochen der siebenjochigen Oberlaube | 09242724 |
| Direkt Bild zu diesem Denkmal hochladen | Wohnhaus | Herrnsdorfer Straße 40 (Karte)              | bez. 1840                                          | baugeschichtlich und ortsgeschichtlich von Bedeutung, gehörte ehemals zu einer Papierfabrik, davor Standort der Erzwäsche Originale Tür- und Fenstergewände, Haus massiv, aufgestockt zum Schaffen von Trockenraum in Dachgeschoss, Erdgeschoss Bruchsteinmauerwerk, danach Ziegelmauerwerk | 09242725 |
| Direkt Bild zu diesem Denkmal hochladen | Wohnhaus | Kaufunger Straße 4 (Karte)                  | um 1800                                            | baugeschichtlich von Bedeutung, mit Fachwerk-Obergeschoss teilweise verschiefert, Erdgeschoss massiv | 09242700 |
| Direkt Bild zu diesem Denkmal hochladen | Wohnhaus | Kaufunger Straße 5a (Karte)                 | bez. 1804                                          | baugeschichtlich von Bedeutung, mit Fachwerk-Obergeschoss, Inschrift in Schwelle, Porphyrtuffportal, straßenbildprägend mit verschiefertem Giebel, Fachwerk-Obergeschoss, Erdgeschoss massiv, originales Türgewände mit datiertem Schlussstein, Inschrift in Schwelle Zwischen 2016 und 2018 abgerissen. | 09242701 |
| Direkt Bild zu diesem Denkmal hochladen | Wohnstallhaus und zwei Schuppen eines Bauernhofes | Mittelweg 33 (Karte)                        | um 1700                                            | baugeschichtlich von Bedeutung, Wohnhaus mit Thüringer-Leiter-Fachwerk und Kopfstreben Fachwerk-Obergeschoss, Erdgeschoss massiv unterfahren um 1810/30, Obergeschoss mit thüringischer Leiter und geblatteten Kopfbändern, Giebel verkleidet, abgefaste Schwelle, Blattsassen deuten auf ehemaliges Umgebinde | 09242713 |
|                                         | Wohnhaus und Nebengebäude | Mühlenstraße 7 (Karte)                      | 1786                                               | baugeschichtlich von Bedeutung, Wohnhaus mit Fachwerk-Obergeschoss Erdgeschoss massiv mit originalen Fenstergewänden aus Rochlitzer Porphyr, Obergeschoss Fachwerk, Giebeldreieck verbrettert, Krüppelwalmdach | 09242704 |
| Weitere Bilder                          | Mühle Wolkenburg; Hammermühle (Mühlenkomplex, Getreide- und Sägemühle mit technischer Ausstattung sowie Müllerwohnhaus, Nebengebäude (Stallgebäude) und Hofpflasterung) | Mühlenstraße 9 (Karte)                      | 1888/89                                            | arbeitendes Technisches Denkmal von herausragender Bedeutung, Gebäude aus der Gründerzeit, kleine Industriemühle des amerikanischen Typs im ländlichen Raum mit älterem Gebäudebestand, ortsgeschichtlich, technikgeschichtlich und versorgungsgeschichtlich von Bedeutung - 1565 erstmals erwähnt, 1654 Schneidemühle erstmals erwähnt, um 1900 Ausbau zu einer sogenannten amerikanischen Industriemühle, seit 1967 Futtermittelmühle, bis 150 Jahre alte Technik noch genutzt, arbeitendes Technisches Denkmal, - technische Ausstattung im Allgemeinen von 1915/20 - Doppelwalzenmahlstühle von 1924 und 1936 - Francisturbine mit senkrechter Welle im offenen Schacht (von R. Hartmann, Chemnitz, Seltenheitswert) von 1902 - Transmissionsanlage - Gleichstromerzeugung - Sägegatter mit Vollgatter | 09242705 |
|                                         | Wohnstallhaus, Stallgebäude und Scheune eines Dreiseithofes | Neue Heimat 1 (Karte)                       | Ende 18. Jh. (Wohnstallhaus)                       | baugeschichtlich und wirtschaftsgeschichtlich von Bedeutung, überwiegend Fachwerkbauten Giebel Wohnhaus verschiefert, Erdgeschoss massiv, Tür im Obergeschoss | 09242708 |
| Direkt Bild zu diesem Denkmal hochladen | Neubauernsiedlung, bestehend aus sieben Neubauernhäusern | Neue Heimat 4; 6; 8; 11; 13; 17; 18 (Karte) | um 1947/1948                                       | zum Zeitpunkt der Denkmalerfassung relativ original erhaltene Gruppe von Neubauernhäusern in typischer Gestaltung von geschichtlicher Bedeutung | 09242709 |
| Direkt Bild zu diesem Denkmal hochladen | Einzeldenkmale in der o. g. Sachgesamtheit: Bahnwärterhäuschen (ohne Anbau) mit kleinem Nebengebäude (siehe Sachgesamtheit 09306181) | Niederwald 2 (Karte)                        | 1875                                               | typisches Bahnwärterhäuschen am Bahnkilometer 14,7 der Eisenbahnstrecke Glauchau–Wurzen (Muldentalbahn), bauliche Hülle im Wesentlichen original erhalten, verkehrsgeschichtlich und technikgeschichtlich von Bedeutung - eingeschossiger Putzbau mit Drempel (übliche Ausführungsform), giebelständig zur Bahn, desolat, Nutzung als Wochenendhaus, Anbau kein Denkmal - nebenan stehendes Nebengebäude, eingeschossig, Satteldach, saniert | 09306114 |
| Weitere Bilder                          | Sachgesamtheit Rittergut und Schloss Wolkenburg, mit folgenden Einzeldenkmalen: Schlossanlage (ursprünglich Burg) sowie vier Plastiken aus dem umgebenden Schlosspark (siehe Einzeldenkmale 09300301), zwei Wirtschaftsgebäude eines ehemaligen Rittergutes und Wasserbecken als Pferdetränke (siehe Einzeldenkmale Am Schloß 3 und 4 – Obj. 09242695), ehemaliges Gärtnerhaus (siehe Einzeldenkmal Am Schloß 2 – Obj. 09242707), weiterhin umgebender Schlosspark (Gartendenkmal) sowie Pferdestall (gegenüber Am Schloß 3) | Schloß 1; 2; 3 (Karte)                      | 16. Jh., im Kern älter, später überformt (Schloss) | landschaftsprägende, burgartige Schlossanlage mit Park von baugeschichtlicher, geschichtlicher, gartenkünstlerischer und künstlerischer Bedeutung Heute Wohnungen. Auf einem Bergvorsprung hoch über der Mulde gelegene Burganlage, die vermutlich im letzten Drittel des 12. Jh. erbaut wurde. Der Burgcharakter durch zahlreiche Umbauten, insbesondere im 16. und 18. Jh. verloren gegangen. Erste Besitzer waren vermutlich Reichsministeriale, erste urkundliche Erwähnung 1241. Seit 1404 in markgräflich-meißnischen Besitz, seit 1409 kurzzeitig im Besitz der Grafen von Einsiedel, noch in der ersten Hälfte des 15. Jahrhunderts Übergabe an die Familie von Kauffungen als Lehen, bis zum Prinzenraub und der Hinrichtung des Kunz von Kauffungen 1455. Danach fiel der Besitz zurück an den Kurfürsten, der ihn als Lehen an die Familie von Ende vergab, 1635–1945 im Besitz der Grafen von Einsiedel. Maßgeblichen Einfluss auf die Entwicklung von Schloss und Park Wolkenburg hatten der Konferenzminister Graf Detlev Carl von Einsiedel (1737–1810) und Detlev von Einsiedel (1773–1861). Seit 1945 Unterbringung der kath. Kirche, schulischer Einrichtungen und Wohnungen in den Schlossräumen. - Schloss Wolkenburg: Beschreibung: Die Gebäude gruppieren sich um einen ovalen Hof, mit Ringmauer. Der ursprüngliche Zugang im Osten durch eine Bastion geschützt, der heutige im Norden durch einen Turm. An der Südostseite der dreigeschossige, teilweise auch viergeschossige Haupttrakt des Schlosses, hier noch profilierte Porphyrfenstergewände aus der ersten Hälfte des 16. Jahrhunderts erhalten. Zum Hof vorgelagert ein schmaler Turm über ovalem Grundriss mit Freitreppe, auf den Postamenten des Treppengeländers Eisenkunstgussfiguren der heiligen Georg und Martin, um 1860 sowie zwei Urnen. In den oberen Geschossen des Turmes Reste der im 19. Jh. im neugotischen Stil eingerichteten Bibliothek. – Durch eine Ringmauer Verbindung zu dem in schlichten Neurenaissanceformen 1873 im Westen errichteten Witwenhaus, Zugang durch das rundbogige Portal im Mittelrisalit. Von diesem Gebäude wiederum Zugang zum unmittelbar anschließenden Schlosspark. – Im Norden und Nordosten entlang der Ringmauer eingeschossige Wirtschaftsgebäude mit Pultdächern, eingebunden ein Turm über quadratischem Grundriss von um 1795, heute Durchfahrt. Das runde Turmobergeschoss wird durch Lisenen gegliedert, den Abschluss bildet eine barocke Laterne mit Welscher Haube. Die originale Ausstattung ist weitestgehend verloren, erhalten blieb im oberen Geschoss des Wohnflügels der ehemalige Festsaal mit seiner Ausstattung. Die Stuckdekoration dieses Raumes ist ein hervorragendes Zeugnis des Frühklassizismus um 1790, über dem Kamin Stuckrelief mit der Darstellung „Philemon und Baucis bedienen den verkleideten Jupiter und Merkur“, ein Werk des Bildhauers Christian Unger nach Entwürfen Adam Friedrich Oesers. Die weiteren Stuckreliefs zwischen den Fenstern und an den Wandflächen ebenfalls von Unger mit Darstellungen der Lebensalter sowie der Tages- und Jahreszeiten. Über den Türen Bildnismedaillons von Solon, Thukydides, Homer und Demosthenes. Um 1850/60 neue Ausmalung des Raumes offenbar in Leimfarben, aus dieser Zeit die Grisaille-Dekoration am Plafond und die farbigen Bildeinsätze. - Schloßpark Wolkenburg: Ursprünglich regelmäßige, terrassierte Gartenanlage im Süden und Osten des Schlosses, unter Haubold von Einsiedel 1694 als Renaissancegarten angelegt. In der ersten Hälfte des 18. Jahrhunderts barocke Umformung unter Hans Georg von Einsiedel. Zwischen 1795 und 1805 unter Detlev Carl von Einsiedel, vermutlich nach einem Plan des Hofinspektors Ernst Giese, Erweiterung und teilweise Umgestaltung des Gartens westlich und südlich des Schlosses in vorromantisch-sentimentalem englischen Stil, dabei Beibehaltung von Teilen der älteren Gartenanlage. 1870 weitere Umgestaltung. Den Hauptteil der englischen Anlage bildet das große Bowlinggreen, ein ovaler von hohen Laub- und Nadelbäumen umstandener Rasenplatz, in dessen Mitte eine um 1800 geschaffene Kopie des Apollos von Belvedere, Eisenguss. Im Garten weitere Eisenkunstgüsse aus Lauchhammer: Knöchelspielendes Mädchen, um 1800 sowie Einschenkender Satyr und Bogenspannender Amor, beide A. 19. Jh. | 09242693 |
| Weitere Bilder                          | Einzeldenkmale der Sachgesamtheit Rittergut und Schloss Wolkenburg: Schlossanlage (ursprünglich Burg) sowie vier Plastiken aus dem umgebenden Schlosspark (siehe auch Sachgesamtheit 09242693) | Schloß 1; 2; 3 (Karte)                      | 16. Jh., im Kern älter, später überformt (Schloss) | auf einem Bergsporn gelegene, das Landschaftsbild prägende Schlossanlage von geschichtlicher und baugeschichtlicher Bedeutung, Eisenkunstgussfiguren von künstlerischem Wert (Kopie des Apoll von Belvedere, Knöchelspielendes Mädchen, Satyr und Amor) siehe Sachgesamtheitsdokument | 09300301 |
| Weitere Bilder                          | Sachgesamtheit Alte Kirche St. Georg und St. Moritz Wolkenburg mit Friedhof, mit folgenden Einzeldenkmalen: Kirche, Umfassungsmauer des Friedhofs und Denkmal für Gefallene des Ersten Weltkrieges (siehe Einzeldenkmale 09242690) sowie den Sachgesamtheitsteilen: gärtnerische Friedhofsgestaltung, alte Leichenhalle, Gräber für polnische Zwangsarbeiter (1945), verschieden alte Grabkreuze | Schloßberg (Karte)                          | um 1400 und später                                 | bau- und ortsgeschichtlich von Bedeutung den Ritterheiligen St. Georg und St. Moritz geweiht, mit romanischem Rundbogenfenster | 09242692 |
| Weitere Bilder                          | Einzeldenkmale der Sachgesamtheit Alte Kirche St. Georg und St. Moritz Wolkenburg mit Friedhof: Kirche mit Ausstattung, später Erbbegräbnis der Grafen v. Einsiedel, heute Friedhofskapelle, Umfassungsmauer des Friedhofs und Denkmal für Gefallene des Ersten Weltkrieges (siehe auch Sachgesamtheit 09242692) | Schloßberg (Karte)                          | um 1400 (Kirche)                                   | baugeschichtlich und ortsgeschichtlich von Bedeutung, mittelalterlicher Bau mit neogotischer Erweiterung im Innern mit Epitaphaltar, gusseiserne Grabplatte für F. v. Einsiedel, und Resten der historischen Wandmalerei | 09242690 |
| Weitere Bilder                          | Pfarrhof mit Pfarrhaus, Nebengebäude und Pfarrscheune | Schloßberg 3 (Karte)                        | um 1880                                            | baugeschichtlich und ortsgeschichtlich von Bedeutung, Pfarrhaus repräsentatives Gründerzeitgebäude Scheune massiv aus Bruchstein, in Durchfahrt Fachwerkkonstruktion, Mansarddach | 09242710 |
| Direkt Bild zu diesem Denkmal hochladen | Wohnstallhaus und Seitengebäude (mit Schmiede) eines Vierseithofes | Schmiedeweg 5 (Karte)                       | bez. 1686                                          | baugeschichtlich und ortsgeschichtlich von Bedeutung, Wohnhaus mit altertümlicher Fachwerkkonstruktion (geschweifte Andreaskreuze, Schiffchenkehlen an Schwelle) - Wohnhaus: geschweifte Andreaskreuze, datiert an Schwelle, Schiffchenkehlen in Schwelle, ein Andreaskreuz jeweils in einem Gefache, Erdgeschoss massiv, Schiffchenkehlen doppelt und versetzt - Seitengebäude mit Werkstatt: alter Ausstattung, lt. mündlicher Auskunft evtl. älter als Wohnhaus | 09241668 |
| Direkt Bild zu diesem Denkmal hochladen | Wohnhaus, ehemals Kantorat und Kirchschule | Schulweg 1 (Karte)                          | 1855                                               | baugeschichtlich und ortsgeschichtlich von Bedeutung Massiv, Porphyrgewände, Schule Wolkenburg 1854 erbaut | 09242711 |
| Direkt Bild zu diesem Denkmal hochladen | Zwei Stallgebäude eines Vierseithofes | Talweg 2 (Karte)                            | 1879                                               | baugeschichtlich und wirtschaftsgeschichtlich von Bedeutung - 1. Stall: Massiv mit Schiebefenstern aus Zeit um 1800 - 2. Stall: zwei massive Giebel, Erdgeschoss massiv, Garageneinbau, Fachwerk-Obergeschoss mit Tür | 09242714 |
| Weitere Bilder                          | Scheune und Stallgebäude eines Dreiseithofes | Talweg 6 (Karte)                            | 1. Hälfte 19. Jh.                                  | baugeschichtlich und wirtschaftsgeschichtlich von Bedeutung, Fachwerkbauten | 09242715 |
|                                         | Seitengebäude (Torhaus) und Stallgebäude eines Vierseithofes | Talweg 15 (Karte)                           | 1. Hälfte 19. Jh.                                  | baugeschichtlich und wirtschaftsgeschichtlich von Bedeutung, Fachwerkbauten Stall größtenteils massiv | 09242718 |
| Direkt Bild zu diesem Denkmal hochladen | Wohnhaus | Talweg 33 (Karte)                           | um 1800                                            | baugeschichtlich von Bedeutung, mit Fachwerk-Obergeschoss Erdgeschoss massiv, Obergeschoss Fachwerk, Türgewände entfernt, beide Giebel massiv | 09242720 |
|                                         | Gasthof | Thierbacher Straße 2 (Karte)                | um 1840                                            | baugeschichtlich und ortsgeschichtlich von Bedeutung, originale Tür- und Fenstergewände Tür- und Fenstergewände Rochlitzer Porphyr sowie Haustür original, Balkonanbau rückführbar | 09242716 |
| Direkt Bild zu diesem Denkmal hochladen | Wohnstallhaus eines Bauernhofes | Thierbacher Straße 8 (Karte)                | 2. Hälfte 18. Jh.                                  | baugeschichtlich von Bedeutung, mit Fachwerk-Obergeschoss, Erdgeschoss massiv, halbrunde Füllhölzer, preußische Kappen im Stall | 09242717 |
| Direkt Bild zu diesem Denkmal hochladen | Wohnstallhaus, Scheune und zwei Stallgebäude sowie Torbogen eines Vierseithofes | Thierbacher Straße 12; 12a (Karte)          | 1. Hälfte 19. Jh.                                  | baugeschichtlich und wirtschaftsgeschichtlich von Bedeutung, geschlossen erhaltenes Ensemble von Fachwerkbauten Wohnhaus: Giebel massiv, zu große Fenster, Stall mit böhmischem Kappengewölbe | 09242719 |
| Weitere Bilder                          | Galluskirche Kaufungen (Kirche mit Ausstattung und Kirchhofseinfriedung) | Uhlsdorfer Straße (Karte)                   | Anfang 13. Jh.                                     | baugeschichtlich, ortsgeschichtlich und ortsbildprägend von Bedeutung, romanische Chorturmkirche 1842 restauriert, Ausstattung: Flügelaltar, Kruzifix | 09241669 |
| Direkt Bild zu diesem Denkmal hochladen | Häuslerhaus | Uhlsdorfer Straße 2 (Karte)                 | um 1680                                            | baugeschichtlich von Bedeutung, altertümlicher Fachwerkbau (geschweifte Andreaskreuze, Kopfstreben), ortsbildprägende Lage nahe dem Kirchhof Mit Schiffchenkehlen (doppelten) an Schwelle, geschweifte Andreaskreuze, geblattete Kopfbänder, Erdgeschoss massiv unterfahren, Giebel verkleidet, Frackdach | 09241670 |
|                                         | Ehemalige Schule, heute Wohnhaus | Uhlsdorfer Straße 3 (Karte)                 | 1882                                               | ortsgeschichtlich von Bedeutung, Gründerzeitgebäude Originale Haustür und Fassadengliederung, Putznutungen im Erdgeschoss | 09241671 |
| Weitere Bilder                          | Schloss eines Rittergutes | Uhlsdorfer Straße 5 (Karte)                 | 16. Jh.                                            | baugeschichtlich, geschichtlich und ortsbildprägend von Bedeutung, heute Zweiflügelanlage, Renaissancegebäude, im Mittelalter Wohnsitz des Ritters Kunz von Kaufungen, welcher in Zusammenhang mit dem Altenburger Prinzenraub von 1455 Berühmtheit erlangte Einbau zu großer Fenster, schlechter Zustand | 09241673 |
| Weitere Bilder                          | Wohnhaus und Nebengebäude | Zur Papierfabrik 10 (Karte)                 | um 1800                                            | orts- und baugeschichtlich sowie bergbaugeschichtlich von Bedeutung, ehemaliges Bergamtshaus des Schönburgischen Bergamts Wohnhaus: Fachwerk-Obergeschoss verputzt, ein Giebel verschiefert, Seitengebäude Fachwerk | 09242727 |
| Direkt Bild zu diesem Denkmal hochladen | Fabrikantenvilla | Zur Papierfabrik 13 (Karte)                 | um 1910                                            | baugeschichtlich und ortsgeschichtlich von Bedeutung, ehemalige Villa der Papierfabrik Berger, bemerkenswerte Innenausstattung des Erdgeschosses Insbesondere Innenausstattung des Erdgeschoss, Villa gefährdet | 09242728 |
|                                         | Wohnstallhaus, Stallgebäude, Scheune, Seitengebäude (zweites Wohnhaus) sowie zwei Torbögen eines Vierseithofes | Zur Papierfabrik 19; 20 (Karte)             | um 1800                                            | baugeschichtlich und wirtschaftsgeschichtlich von Bedeutung Teilweise verändert, massive Erdgeschoss und teilweise massive Anbauten, Türgewände original Porphyr, Obergeschoss Fachwerk, zu große Fenster | 09242729 |
| Direkt Bild zu diesem Denkmal hochladen | Stallgebäude, Seitengebäude und Scheune eines Vierseithofes | Zur Papierfabrik 21 (Karte)                 | um 1800 (Stallgebäude)                             | baugeschichtlich und wirtschaftsgeschichtlich von Bedeutung, zum Teil Fachwerkgebäude, alte Ortslage Herrnsdorf Seitengebäude als Torhaus ausgebildet | 09242730 |

## Ehemalige Denkmale

### Bräunsdorf
| Bild                                    | Bezeichnung | Lage                          | Datierung | Beschreibung           | ID |
| --------------------------------------- | ----------- | ----------------------------- | --------- | ---------------------- | -- |
| Direkt Bild zu diesem Denkmal hochladen | Gasthaus    | Oberfrohnaer Straße 1 (Karte) |           | Gasthaus mit Saalanbau |    |

### Limbach-Oberfrohna
| Bild                                    | Bezeichnung           | Lage                           | Datierung    | Beschreibung | ID       |
| --------------------------------------- | --------------------- | ------------------------------ | ------------ | --- | -------- |
| Direkt Bild zu diesem Denkmal hochladen | Fabrik                | Anna-Esche-Straße 2 (Karte)    |              | Fabrik und Verwaltungsgebäude. Zwischen 2002 und 2010 abgerissen |          |
| Direkt Bild zu diesem Denkmal hochladen | Bauerngut             | Chemnitzer Straße 7 (Karte)    | vor 1785     | Wohnhaus und drei Seitengebäude eines ehemaligen Bauernguts, zweigeschossiges Wohnhaus mit Schopfwalmdach Zwischen 2002 und 2009 abgerissen. |          |
| Direkt Bild zu diesem Denkmal hochladen | Mietshaus             | Christophstraße 5 (Karte)      |              | Mietshaus in Ecklage |          |
| Direkt Bild zu diesem Denkmal hochladen | Mietshaus             | Christophstraße 10 (Karte)     | um 1870      | dreigeschossiges Mietshaus in Ecklage |          |
| Direkt Bild zu diesem Denkmal hochladen | Wohnhaus              | Damaschkestraße 5 (Karte)      | um 1870      | Wohnhaus |          |
| Direkt Bild zu diesem Denkmal hochladen | Reihenhaus            | Dr.-Neideck-Straße 4–5 (Karte) | 1929         | dreigeschossiges Reihenhaus einer Wohnanlage sowie Reste eines Brunnens. Zwischen 2002 und 2009 abgerissen. |          |
| Direkt Bild zu diesem Denkmal hochladen | Reihenhaus            | Dürerplatz 1–6 (Karte)         | 1925–1930    | viergeschossiges Reihenhaus einer Wohnanlage. Zwischen 2002 und 2009 abgerissen. |          |
| Direkt Bild zu diesem Denkmal hochladen | Villa                 | Frohnbachstraße 22 (Karte)     | um 1915      | Villa des Textilfabrikanten Grobe mit Seitengebäuden |          |
| Direkt Bild zu diesem Denkmal hochladen | Mietshaus             | Helenenstraße 4 (Karte)        |              | Mietshaus in geschlossener Bebauung, mit Laden |          |
| Direkt Bild zu diesem Denkmal hochladen | Wohnhaus              | Helenenstraße 41 (Karte)       | um 1792      | zweigeschossiges Wohnhaus in halboffener Bebauung, mit Schopfwalmdach. Zwischen 2010 und 2016 abgerissen. |          |
| Direkt Bild zu diesem Denkmal hochladen | Mietshaus             | Helenenstraße 43 (Karte)       | um 1890      | Mietshaus in halboffener Bebauung, mit Laden. Zwischen 2016 und 2018 abgerissen. |          |
| Direkt Bild zu diesem Denkmal hochladen | Wohnhaus              | Helenenstraße 62 (Karte)       | um 1792      | zweigeschossiges Wohnhaus mit Schopfwalmdach |          |
| Direkt Bild zu diesem Denkmal hochladen | Wohnhaus              | Helenenstraße 69 (Karte)       | 1790er Jahre | Zweigeschossig mit Satteldach, drei Dachhäuschen und Schieferdeckung, Obergeschoss in verputztem Fachwerk, Erdgeschoss mit etwa mittigem Hauseingang, links einem Laden und rechts zwei Fenstern in außergewöhnlich repräsentativer Gestaltung, dabei eine mehrfach profilierte Deckplatte, Sockel und Rahmung mit breiten Trägern, alles in Porphyr, das Haus zählt zu den letzten original erhaltenen Häusern der Straße, die ursprünglich von Wirkern gebaut und bewohnt und von ähnlicher Bauweise waren, orts- und baugeschichtliche Bedeutung | 09307351 |
| Direkt Bild zu diesem Denkmal hochladen | Mietshaus             | Hohensteiner Straße 25 (Karte) | 1906         | dreigeschossiges Mietshaus in halboffener Bebauung |          |
| Direkt Bild zu diesem Denkmal hochladen | Villa                 | Lindenaustraße 10              |              | Villa, Mietshaus in Ecklage |          |
| Direkt Bild zu diesem Denkmal hochladen | Reihenhaus            | Ludwig-Richter-Straße 1–9      |              | Reihenhaus einer Wohnanlage |          |
| Direkt Bild zu diesem Denkmal hochladen | Mietshaus             | Ludwigsplatz 5 (Karte)         | um 1860      | Mietshaus in Ecklage und geschlossener Bebauung |          |
| Direkt Bild zu diesem Denkmal hochladen | Portal eines Gasthofs | Markt 6 (Karte)                |              | Zwischen 2002 und 2009 abgerissen |          |
| Direkt Bild zu diesem Denkmal hochladen | Fabrikgebäude         | Paul-Seydel-Straße 2 (Karte)   | um 1900      | Fabrikgebäude. Zwischen 2010 und 2016 abgerissen. |          |
| Direkt Bild zu diesem Denkmal hochladen | Mietshaus             | Querstraße 26 (Karte)          |              | Mietshaus in Ecklage und offener Bebauung |          |
| Direkt Bild zu diesem Denkmal hochladen | Doppelwohnhaus        | Rußdorfer Straße 24–26 (Karte) | um 1928      | dreigeschossiges Doppelwohnhaus mit Durchfahrt |          |

### Pleißa
| Bild                                    | Bezeichnung   | Lage                         | Datierung | Beschreibung  | ID       |
| --------------------------------------- | ------------- | ---------------------------- | --------- | ------------- | -------- |
| Direkt Bild zu diesem Denkmal hochladen | Wohnstallhaus | Pleißenbachstraße 78 (Karte) |           | Wohnstallhaus | 09233499 |

### Rußdorf
| Bild                                    | Bezeichnung | Lage                            | Datierung | Beschreibung                       | ID |
| --------------------------------------- | ----------- | ------------------------------- | --------- | ---------------------------------- | -- |
| Direkt Bild zu diesem Denkmal hochladen | Post        | Waldenburger Straße 122 (Karte) | um 1910   | zweigeschossiges Wohnhaus mit Post |    |

### Wolkenburg-Kaufungen
| Bild                                    | Bezeichnung                          | Lage                         | Datierung | Beschreibung | ID       |
| --------------------------------------- | ------------------------------------ | ---------------------------- | --------- | --- | -------- |
| Direkt Bild zu diesem Denkmal hochladen | Wegweiserstein                       | An der Brücke                |           | Wegweiserstein nach Kaufungen |          |
| Direkt Bild zu diesem Denkmal hochladen | Scheune und Seitengebäude            | Am Ullersberg 13 (Karte)     |           | Scheune und Seitengebäude (möglicherweise Verwechslung mit Am Ullersberg 11, da in Liste der Stadt Limbach-Oberfrohna als Nr. 11 in der Datenbank des Denkmalamtes als Nr. 13 aufgeführt) 2018 oder 2019 abgerissen.              |          |
| Direkt Bild zu diesem Denkmal hochladen | Wohnhaus                             | Dorfstraße 51 (Karte)        |           | Wohnhaus |          |
| Direkt Bild zu diesem Denkmal hochladen | Wohnhaus                             | Kaufunger Straße 12 (Karte)  |           | Wohnhaus und kleine Scheune |          |
| Weitere Bilder                          | Hängebrücke über die Zwickauer Mulde | Mühlenstraße 7 (bei) (Karte) | 1957      | baugeschichtlich und technikgeschichtlich von Bedeutung. 1996 Abriss und Neuaufbau, 2002 nach der Jahrtausendflut noch einmal erneuert, Denkmalwert?. 2014 Abriss nach erneuter Überflutung beim Hochwasser in Mitteleuropa 2013. | 09242706 |
| Direkt Bild zu diesem Denkmal hochladen | Wohnhaus                             | Zur Papierfabrik 1 (Karte)   |           | Wohnhaus |          |